# IV liga polska w piłce nożnej (2013/2014)
IV liga 2013/2014 – 6. edycja rozgrywek piątego poziomu ligowego piłki nożnej mężczyzn w Polsce po reorganizacji lig w 2008. Rozgrywki toczone były w 20 grupach, z których dwa najlepsze zespoły (w przypadku 2 grup na terenie województwa tylko zwycięzcy grup) awansowały do III ligi, natomiast najsłabsze drużyny zostały relegowane do odpowiedniej terytorialnie klasy okręgowej.

## Zasięg terytorialny grup
| grupa I             | grupa II                 | grupa III          | grupa IV           | grupa V                 |
| ------------------- | ------------------------ | ------------------ | ------------------ | ----------------------- |
|                     |                          |                    |                    |                         |
| woj. dolnośląskie   | woj. kujawsko-pomorskie  | woj. lubelskie     | woj. lubuskie      | woj. łódzkie            |
|                     |                          |                    |                    |                         |
| grupa VI            | grupa VII                | grupa VIII         | grupa IX           | grupa X                 |
|                     |                          |                    |                    |                         |
| woj. małopolskie    | woj. małopolskie         | woj. mazowieckie   | woj. mazowieckie   | woj. opolskie           |
|                     |                          |                    |                    |                         |
| grupa XI            | grupa XII                | grupa XIII         | grupa XIV          | grupa XV                |
|                     |                          |                    |                    |                         |
| woj. podkarpackie   | woj. podlaskie           | woj. pomorskie     | woj. śląskie       | woj. śląskie            |
|                     |                          |                    |                    |                         |
| grupa XVI           | grupa XVII               | grupa XVIII        | grupa XIX          | grupa XX                |
|                     |                          |                    |                    |                         |
| woj. świętokrzyskie | woj. warmińsko-mazurskie | woj. wielkopolskie | woj. wielkopolskie | woj. zachodniopomorskie |

## Zasady awansów i spadków
IV liga jest szczeblem regionalnym, pośrednim między rozgrywkami grupowymi (III liga) oraz okręgowymi (klasa okręgowa).
Najlepsze 2 drużyny z poszczególnych grup awansowały do III ligi (jeśli na terenie danego województwa była więcej niż 1 grupa IV ligi, awansował tylko mistrz), natomiast najsłabsze zespoły spadły na szczebel okręgowy. Liczba spadkowiczów wzrastała, jeśli do danej grupy IV ligi spadły drużyny z III ligi.

## Grupa I (dolnośląska)

### Drużyny
| Uczestnicy poprzedniej edycji                                                                                 | Uczestnicy poprzedniej edycji | Uczestnicy poprzedniej edycji | Uczestnicy poprzedniej edycji |
| --- | ----------------------------- | ----------------------------- | ----------------------------- |
| KOW | Olimpia Kowary                | 3                             |                               |
| STR | AKS Strzegom                  | 4                             |                               |
| JEL | Karkonosze Jelenia Góra       | 5                             |                               |
| WIE | Sokół Wielka Lipa             | 6                             |                               |
| BOG | Granica Bogatynia             | 7                             |                               |
| ZAW | Piast Zawidów                 | 8                             |                               |
| POŚ | Pogoń Oleśnica                | 9                             |                               |
| SZC | Orkan Szczedrzykowice         | 10                            |                               |
| ML2 | Miedź II Legnica              | 11                            |                               |
| WĄS | Orla Wąsosz                   | 12                            |                               |
| Spadek z III ligi 2012/2013                                                                                   |                               |                               |                               |
| grupa III |                               |                               |                               |
| OZŚ | Orzeł Ząbkowice Śląskie       | 13                            |                               |
| Awans z klasy okręgowej 2012/2013                                                                             |                               |                               |                               |
| grupa Jelenia Góra                                                                                            |                               |                               |                               |
| BBO | BKS Bobrzanie Bolesławiec     | 1                             |                               |
| grupa Legnica                                                                                                 |                               |                               |                               |
| KJA | Kuźnia Jawor                  | 1                             |                               |
| grupa Wałbrzych                                                                                               |                               |                               |                               |
| SZZ | MKS Szczawno Zdrój            | 1                             |                               |
| grupa Wrocław                                                                                                 |                               |                               |                               |
| LŚL | LZS Stary Śleszów             | 1                             |                               |
| BDO | KP Brzeg Dolny                | 2                             |                               |
| Oznaczenia: - kolumna pierwsza – skróty nazw drużyn, - kolumna trzecia – miejsce zajęte w poprzednim sezonie. |                               |                               |                               |

Objaśnienia:
1. MKS Szczawno Zdrój wycofał się po rundzie jesiennej.

### Tabela
| Lp. | Drużyna                     | M  | Z  | R  | P  | Bramki | Bramki | Różn. | Pkt | Uwagi                       | Bezpośrednio |
| --- | --------------------------- | -- | -- | -- | -- | ------ | ------ | ----- | --- | --------------------------- | ------------ |
| 1   | KP Brzeg Dolny (M) (A)      | 30 | 20 | 5  | 5  | 66     | 22     | +44   | 65  | Awans do III ligi           |              |
| 2   | Karkonosze Jelenia Góra (A) | 30 | 18 | 4  | 8  | 58     | 27     | +31   | 58  | Awans do III ligi           |              |
| 3   | Olimpia Kowary              | 30 | 15 | 12 | 3  | 51     | 27     | +24   | 57  |                             |              |
| 4   | LZS Stary Śleszów           | 30 | 15 | 6  | 9  | 60     | 44     | +16   | 51  |                             |              |
| 5   | AKS Strzegom                | 30 | 15 | 5  | 10 | 48     | 36     | +12   | 50  |                             |              |
| 6   | Miedź II Legnica            | 30 | 13 | 10 | 7  | 66     | 38     | +28   | 49  | ML2 – OZŚ 2:1 OŹS – ML2 1:3 |              |
| 7   | Orzeł Ząbkowice Śląskie     | 30 | 16 | 1  | 13 | 59     | 45     | +14   | 49  | ML2 – OZŚ 2:1 OŹS – ML2 1:3 |              |
| 8   | Sokół Wielka Lipa           | 30 | 12 | 7  | 11 | 44     | 41     | +3    | 43  |                             |              |
| 9   | Orkan Szczedrzykowice       | 30 | 11 | 8  | 11 | 61     | 56     | +5    | 41  |                             |              |
| 10  | Granica Bogatynia           | 30 | 11 | 6  | 13 | 50     | 55     | −5    | 39  |                             |              |
| 11  | BKS Bobrzanie Bolesławiec   | 30 | 10 | 7  | 13 | 55     | 49     | +6    | 37  |                             |              |
| 12  | Kuźnia Jawor (S)            | 30 | 10 | 6  | 14 | 33     | 54     | −21   | 36  | Spadek do klasy okręgowej   |              |
| 13  | Orla Wąsosz (S)             | 30 | 9  | 6  | 15 | 43     | 72     | −29   | 33  | Spadek do klasy okręgowej   |              |
| 14  | Pogoń Oleśnica (S)          | 30 | 7  | 3  | 20 | 34     | 74     | −40   | 24  | Spadek do klasy okręgowej   |              |
| 15  | Piast Zawidów (S)           | 30 | 5  | 4  | 21 | 26     | 65     | −39   | 19  | Spadek do klasy okręgowej   |              |
| 16  | MKS Szczawno Zdrój1         | 30 | 6  | 4  | 20 | 26     | 75     | −49   | 22  | Drużyna wycofana            |              |

## Grupa II (kujawsko-pomorska)

### Drużyny
| Uczestnicy poprzedniej edycji                                                                                 | Uczestnicy poprzedniej edycji | Uczestnicy poprzedniej edycji | Uczestnicy poprzedniej edycji |
| --- | ----------------------------- | ----------------------------- | ----------------------------- |
| OSI | Grom Osie                     | 3                             |                               |
| SPB | Sparta Brodnica               | 4                             |                               |
| PBD | Polonia Bydgoszcz             | 5                             |                               |
| IKU | Kujawianka Izbica Kujawska    | 6                             |                               |
| KRU | Gopło Kruszwica               | 7                             |                               |
| SZU | Szubinianka Szubin            | 8                             |                               |
| FZŁ | Flisak Złotoria               | 9                             |                               |
| SKR | Krajna Sępólno Krajeńskie     | 102                           |                               |
| ZB2 | Zawisza II Bydgoszcz          | 11                            |                               |
| PTO | Pomorzanin Toruń              | 12                            |                               |
| LIP | Mień Lipno                    | 13                            |                               |
| Spadek z II ligi 2012/2013                                                                                    |                               |                               |                               |
| grupa zachodnia                                                                                               |                               |                               |                               |
| RYP | Lech Rypin                    | 181                           |                               |
| Awans z klasy okręgowej 2012/2013                                                                             |                               |                               |                               |
| grupa kujawsko-pomorska I                                                                                     |                               |                               |                               |
| CHC | Chełminianka Chełmno          | 1                             |                               |
| KOP | Promień Kowalewo Pomorskie    | 2                             |                               |
| grupa kujawsko-pomorska II                                                                                    |                               |                               |                               |
| ZKU | Piast Złotniki Kujawskie      | 1                             |                               |
| ZDR | Zdrój Ciechocinek             | 2                             |                               |
| Oznaczenia: - kolumna pierwsza – skróty nazw drużyn, - kolumna trzecia – miejsce zajęte w poprzednim sezonie. |                               |                               |                               |

Objaśnienia:
1. Lech Rypin wycofał się po rundzie jesiennej z rozgrywek II ligi i został zdegradowany o 2 poziomy rozgrywkowe[1].
2. Krajna Sępolno Krajeńskie wycofała się po rundzie jesiennej.

### Tabela
| Lp. | Drużyna                    | M  | Z  | R | P  | Bramki | Bramki | Różn. | Pkt | Uwagi                       | Bezpośrednio                |
| --- | -------------------------- | -- | -- | - | -- | ------ | ------ | ----- | --- | --------------------------- | --------------------------- |
| 1   | Sparta Brodnica (M) (A)    | 30 | 26 | 1 | 3  | 91     | 19     | +72   | 79  | Awans do III ligi           |                             |
| 2   | Chełminianka Chełmno (A)   | 30 | 20 | 5 | 5  | 96     | 37     | +59   | 65  | Awans do III ligi           |                             |
| 3   | Lech Rypin                 | 30 | 19 | 3 | 8  | 81     | 35     | +46   | 60  |                             |                             |
| 4   | Zawisza II Bydgoszcz       | 30 | 16 | 9 | 5  | 76     | 35     | +41   | 57  |                             |                             |
| 5   | Grom Osie                  | 30 | 16 | 3 | 11 | 67     | 54     | +13   | 51  |                             |                             |
| 6   | Kujawianka Izbica Kujawska | 30 | 15 | 5 | 10 | 68     | 43     | +25   | 50  |                             |                             |
| 7   | Polonia Bydgoszcz          | 30 | 14 | 5 | 11 | 53     | 45     | +8    | 47  |                             |                             |
| 8   | Piast Złotniki Kujawskie   | 30 | 12 | 7 | 11 | 48     | 48     | 0     | 43  |                             |                             |
| 9   | Flisak Złotoria            | 30 | 11 | 5 | 14 | 39     | 57     | −18   | 38  | FZŁ – KRU 1:0 KRU – FZŁ 1:2 |                             |
| 10  | Gopło Kruszwica            | 30 | 12 | 2 | 16 | 52     | 64     | −12   | 38  | FZŁ – KRU 1:0 KRU – FZŁ 1:2 |                             |
| 11  | Promień Kowalewo Pomorskie | 30 | 10 | 5 | 15 | 46     | 53     | −7    | 35  |                             |                             |
| 12  | Szubinianka Szubin (S)     | 30 | 10 | 3 | 17 | 44     | 80     | −36   | 33  | Spadek do klasy okręgowej   | SZU – PTO 3:6 PTO – SZU 1:5 |
| 13  | Pomorzanin Toruń (S)       | 30 | 10 | 3 | 17 | 43     | 68     | −25   | 33  | Spadek do klasy okręgowej   | SZU – PTO 3:6 PTO – SZU 1:5 |
| 14  | Zdrój Ciechocinek (S)      | 30 | 5  | 4 | 21 | 56     | 76     | −20   | 19  | Spadek do klasy okręgowej   |                             |
| 15  | Mień Lipno (S)             | 30 | 5  | 4 | 21 | 40     | 97     | −57   | 19  | Spadek do klasy okręgowej   |                             |
| 16  | Krajna Sępólno Krajeńskie1 | 30 | 2  | 1 | 27 | 23     | 112    | −89   | 7   | Drużyna wycofana            |                             |

## Grupa III (lubelska)

### Drużyny
| Uczestnicy poprzedniej edycji                                                                                 | Uczestnicy poprzedniej edycji | Uczestnicy poprzedniej edycji | Uczestnicy poprzedniej edycji |
| --- | ----------------------------- | ----------------------------- | ----------------------------- |
| ŁĘ2 | Górnik II Łęczna              | 21,3                          |                               |
| ŻMU | Victoria Żmudź                | 4                             |                               |
| JAL | Janowianka Janów Lubelski     | 5                             |                               |
| LLU | Lewart Lubartów               | 6                             |                               |
| STA | Stal Poniatowa                | 7                             |                               |
| RYK | Ruch Ryki                     | 8                             |                               |
| REF | Sparta Rejowiec Fabryczny     | 9                             |                               |
| NIE | Orion Niedrzwica Duża         | 10                            |                               |
| OLU | Opolanin Opole Lubelskie      | 11                            |                               |
| RSZ | Roztocze Szczebrzeszyn        | 132                           |                               |
| LPI | Lutnia Piszczac               | 152                           |                               |
| Spadek z III ligi 2012/2013                                                                                   |                               |                               |                               |
| grupa VIII |                               |                               |                               |
| ORŁ | Orlęta Łuków                  | 15                            |                               |
| Awans z klasy okręgowej 2012/2013                                                                             |                               |                               |                               |
| grupa Biała Podlaska                                                                                          |                               |                               |                               |
| KRZ | Unia Krzywda                  | 1                             |                               |
| grupa Chełm                                                                                                   |                               |                               |                               |
| ŻÓŁ | Hetman Żółkiewka              | 1                             |                               |
| grupa Lublin                                                                                                  |                               |                               |                               |
| KOŃ | Powiślak Końskowola           | 1                             |                               |
| grupa Zamość                                                                                                  |                               |                               |                               |
| BIŁ | Łada 1945 Biłgoraj            | 1                             |                               |
| Oznaczenia: - kolumna pierwsza – skróty nazw drużyn, - kolumna trzecia – miejsce zajęte w poprzednim sezonie. |                               |                               |                               |

Objaśnienia:
1. Drużyna Bogdanki II Łęczna zrezygnowała z awansu do III ligi. W jej miejsce awansowała 3. drużyna poprzedniego sezonu - Omega Stary Zamość.
2. Roztocze Szczebrzeszyn i Lutnia Piszczac utrzymały się w lidze dzięki wycofaniu się Huczwy Tyszowce i Podlasia II Biała Podlaska po zakończeniu poprzedniego sezonu.
3. Bogdanka II Łęczna zmieniła nazwę na Górnik II Łęczna.

### Tabela
| Lp. | Drużyna                       | M  | Z  | R  | P  | Bramki | Bramki | Różn. | Pkt | Uwagi                                                          | Bezpośrednio |
| --- | ----------------------------- | -- | -- | -- | -- | ------ | ------ | ----- | --- | -------------------------------------------------------------- | ------------ |
| 1   | Hetman Żółkiewka (M) (A)      | 30 | 19 | 5  | 6  | 70     | 30     | +40   | 62  | Awans do III ligi                                              |              |
| 2   | Lewart Lubartów               | 30 | 18 | 5  | 7  | 60     | 23     | +37   | 59  |                                                                |              |
| 3   | Górnik II Łęczna              | 30 | 18 | 3  | 9  | 61     | 43     | +18   | 57  |                                                                |              |
| 4   | Powiślak Końskowola           | 30 | 17 | 5  | 8  | 57     | 28     | +29   | 56  |                                                                |              |
| 5   | Opolanin Opole Lubelskie      | 30 | 15 | 5  | 10 | 53     | 44     | +9    | 50  |                                                                |              |
| 6   | Victoria Żmudź                | 30 | 16 | 1  | 13 | 64     | 50     | +14   | 49  | ŻMU: 9 pkt, różn. +2 RYK: 6 pkt, różn. +3 NIE: 3 pkt, różn. -5 |              |
| 7   | Ruch Ryki                     | 30 | 13 | 10 | 7  | 69     | 58     | +11   | 49  | ŻMU: 9 pkt, różn. +2 RYK: 6 pkt, różn. +3 NIE: 3 pkt, różn. -5 |              |
| 8   | Orion Niedrzwica Duża         | 30 | 15 | 4  | 11 | 55     | 46     | +9    | 49  | ŻMU: 9 pkt, różn. +2 RYK: 6 pkt, różn. +3 NIE: 3 pkt, różn. -5 |              |
| 9   | Orlęta Łuków                  | 30 | 14 | 4  | 12 | 61     | 36     | +25   | 46  |                                                                |              |
| 10  | Łada 1945 Biłgoraj            | 30 | 10 | 12 | 8  | 52     | 34     | +18   | 42  |                                                                |              |
| 11  | Janowianka Janów Lubelski     | 30 | 11 | 5  | 14 | 45     | 47     | −2    | 38  |                                                                |              |
| 12  | Sparta Rejowiec Fabryczny (S) | 30 | 11 | 4  | 15 | 52     | 59     | −7    | 37  | Spadek do klasy okręgowej                                      |              |
| 13  | Lutnia Piszczac (S)           | 30 | 10 | 2  | 18 | 35     | 65     | −30   | 32  | Spadek do klasy okręgowej                                      |              |
| 14  | Roztocze Szczebrzeszyn (S)    | 30 | 7  | 6  | 17 | 35     | 69     | −34   | 27  | Spadek do klasy okręgowej                                      |              |
| 15  | Stal Poniatowa (S)            | 30 | 4  | 3  | 23 | 26     | 115    | −89   | 15  | Spadek do klasy okręgowej                                      |              |
| 16  | Unia Krzywda (S)              | 30 | 3  | 4  | 23 | 27     | 75     | −48   | 13  | Spadek do klasy okręgowej                                      |              |

## Grupa IV (lubuska)

### Drużyny
| Uczestnicy poprzedniej edycji                                                                                 | Uczestnicy poprzedniej edycji | Uczestnicy poprzedniej edycji | Uczestnicy poprzedniej edycji |
| --- | ----------------------------- | ----------------------------- | ----------------------------- |
| CWI | Czarni Witnica                | 4                             |                               |
| ŁĘK | ŁKS Łęknica                   | 5                             |                               |
| BOD | Odra Bytom Odrzański          | 6                             |                               |
| DPR | Dąb Przybyszów                | 7                             |                               |
| ŁSK | Łucznik Strzelce Krajeńskie   | 8                             |                               |
| OŚN | Spójnia Ośno Lubuskie         | 9                             |                               |
| CZE | Piast Czerwieńsk              | 10                            |                               |
| ANS | Arka Nowa Sól                 | 11                            |                               |
| DRE | Lubuszanin Drezdenko          | 12                            |                               |
| PIŁ | KP Piast Iłowa                | 131,2                         |                               |
| KKO | Korona Kożuchów               | 141                           |                               |
| Spadek z III ligi 2012/2013                                                                                   |                               |                               |                               |
| grupa III |                               |                               |                               |
| SPR | Sprotavia Szprotawa           | 15                            |                               |
| OMR | Orzeł Międzyrzecz             | 16                            |                               |
| Awans z klasy okręgowej 2012/2013                                                                             |                               |                               |                               |
| grupa Gorzów Wielkopolski                                                                                     |                               |                               |                               |
| KUR | Meprozet Stare Kurowo         | 2                             |                               |
| grupa Zielona Góra                                                                                            |                               |                               |                               |
| ZBĄ | Syrena Zbąszynek              | 1                             |                               |
| BLU | Budowlani Lubsko              | 2                             |                               |
| Oznaczenia: - kolumna pierwsza – skróty nazw drużyn, - kolumna trzecia – miejsce zajęte w poprzednim sezonie. |                               |                               |                               |

Objaśnienia:
1. Vitrosilicon-Intra Iłowa i Korona Kożuchów utrzymały się w lidze dzięki wycofaniu się Błękitnych Lubno po zakończeniu poprzedniego sezonu i rezygnacji Warty Słońsk z awansu do IV ligi.
2. Vitrosilicon-Intra Iłowa zmieniła nazwę na KP Piast Iłowa[2].

### Tabela
| Lp. | Drużyna                     | M  | Z  | R  | P  | Bramki | Bramki | Różn. | Pkt | Uwagi                       | Bezpośrednio |
| --- | --------------------------- | -- | -- | -- | -- | ------ | ------ | ----- | --- | --------------------------- | ------------ |
| 1   | Dąb Przybyszów (M) (A)      | 30 | 20 | 5  | 5  | 66     | 30     | +36   | 65  | Awans do III ligi           |              |
| 2   | Spójnia Ośno Lubuskie2      | 30 | 18 | 6  | 6  | 56     | 23     | +33   | 60  |                             |              |
| 3   | Czarni Witnica              | 30 | 17 | 5  | 8  | 51     | 36     | +15   | 56  |                             |              |
| 4   | Budowlani Lubsko            | 30 | 16 | 6  | 8  | 76     | 49     | +27   | 54  |                             |              |
| 5   | Odra Bytom Odrzański        | 30 | 16 | 5  | 9  | 64     | 52     | +12   | 53  | BOD – ANS 2:0 ANS – BOD 3:2 |              |
| 6   | Arka Nowa Sól               | 30 | 16 | 5  | 9  | 55     | 37     | +18   | 53  | BOD – ANS 2:0 ANS – BOD 3:2 |              |
| 7   | Sprotavia Szprotawa         | 30 | 14 | 9  | 7  | 53     | 30     | +23   | 51  |                             |              |
| 8   | KP Piast Iłowa              | 30 | 14 | 7  | 9  | 49     | 34     | +15   | 49  |                             |              |
| 9   | ŁKS Łęknica1                | 30 | 11 | 11 | 8  | 54     | 49     | +5    | 44  | Drużyna wycofana            |              |
| 10  | Piast Czerwieńsk            | 30 | 10 | 6  | 14 | 39     | 54     | −15   | 36  |                             |              |
| 11  | Łucznik Strzelce Krajeńskie | 30 | 8  | 8  | 14 | 40     | 57     | −17   | 32  |                             |              |
| 12  | Meprozet Stare Kurowo1 (S)  | 30 | 7  | 8  | 15 | 31     | 49     | −18   | 29  | Spadek do klasy okręgowej   |              |
| 13  | Lubuszanin Drezdenko1       | 30 | 8  | 3  | 19 | 44     | 54     | −10   | 27  |                             |              |
| 14  | Korona Kożuchów (S)         | 30 | 8  | 2  | 20 | 34     | 76     | −42   | 26  | Spadek do klasy okręgowej   |              |
| 15  | Syrena Zbąszynek (S)        | 30 | 6  | 5  | 19 | 34     | 65     | −31   | 23  | Spadek do klasy okręgowej   |              |
| 16  | Orzeł Międzyrzecz (S)       | 30 | 3  | 5  | 22 | 30     | 81     | −51   | 14  | Spadek do klasy okręgowej   |              |

## Grupa V (łódzka)

### Drużyny
| Uczestnicy poprzedniej edycji                                                                                 | Uczestnicy poprzedniej edycji  | Uczestnicy poprzedniej edycji | Uczestnicy poprzedniej edycji |
| --- | ------------------------------ | ----------------------------- | ----------------------------- |
| PAR | KS Paradyż                     | 1                             |                               |
| WDZ | Warta Działoszyn               | 4                             |                               |
| STR | Zjednoczeni Stryków            | 5                             |                               |
| MRM | Mazovia Rawa Mazowiecka        | 6                             |                               |
| PIL | Pilica Przedbórz               | 7                             |                               |
| CON | Concordia Piotrków Trybunalski | 8                             |                               |
| PAJ | Zawisza Pajęczno               | 9                             |                               |
| MOS | Włókniarz Moszczenica          | 10                            |                               |
| WAR | Jutrzenka Warta                | 11                            |                               |
| BZG | Boruta Zgierz                  | 12                            |                               |
| PEZ | Pogoń-Ekolog Zduńska Wola      | 142                           |                               |
| Spadek z I ligi 2012/2013                                                                                     |                                |                               |                               |
| ŁKS | ŁKS Łódź                       | 183                           |                               |
| Spadek z III ligi 2012/2013                                                                                   |                                |                               |                               |
| grupa VI |                                |                               |                               |
| WZE | Włókniarz Zelów                | 15                            |                               |
| Awans z klasy okręgowej 2012/2013                                                                             |                                |                               |                               |
| grupa Łódź |                                |                               |                               |
| POD | Ner Poddębice                  | 1                             |                               |
| BRZ | Start Brzeziny                 | 24                            |                               |
| grupa Piotrków Trybunalski                                                                                    |                                |                               |                               |
| ASZ | Astoria Szczerców              | 1                             |                               |
| MIE | LKS Mierzyn                    | 24                            |                               |
| grupa Sieradz                                                                                                 |                                |                               |                               |
| RZĄ | Czarni Rząśnia                 | 1                             |                               |
| grupa Skierniewice                                                                                            |                                |                               |                               |
| ONI | Orzeł Nieborów                 | 1                             |                               |
| WSK | Widok Skierniewice             | 24,5                          |                               |
| Oznaczenia: - kolumna pierwsza – skróty nazw drużyn, - kolumna trzecia – miejsce zajęte w poprzednim sezonie. |                                |                               |                               |

Objaśnienia:
1. KS Paradyż i LKS Kwiatkowice zrezygnowały z awansu do III ligi, w związku z czym awans uzyskał tylko Mechanik Radomsko. Później LKS Kwiatkowice wycofał się z rozgrywek IV ligi i przystąpił do rozgrywek klasy A.
2. Ze względu na wycofanie się po sezonie Włókniarza Pabianice, w lidze utrzymała się Pogoń-Ekolog Zduńska Wola.
3. ŁKS Łódź wycofał się po 22. kolejce poprzedniego sezonu I ligi[5].
4. Pierwotnie miały się odbyć baraże uzupełniające dla wicemistrzów klas okręgowych, gr. Łódź, Piotrków Trybunalski i Skierniewice, jednak ostatecznie z powodu zwolnienia się 20. miejsca wszystkie 3 zespoły uzyskały możliwość gry w IV lidze.
5. Widok Skierniewice w poprzednim sezonie występował pod nazwą MKS Skierniewice.

### Tabela
| Lp. | Drużyna                            | M  | Z  | R  | P  | Bramki | Bramki | Różn. | Pkt | Uwagi                                                          | Bezpośrednio                |
| --- | ---------------------------------- | -- | -- | -- | -- | ------ | ------ | ----- | --- | -------------------------------------------------------------- | --------------------------- |
| 1   | ŁKS Łódź (M) (A)                   | 38 | 30 | 5  | 3  | 116    | 19     | +97   | 95  | Awans do III ligi                                              |                             |
| 2   | KS Paradyż2                        | 38 | 24 | 9  | 5  | 82     | 38     | +44   | 81  |                                                                |                             |
| 3   | Zjednoczeni Stryków                | 38 | 21 | 5  | 12 | 73     | 47     | +26   | 68  |                                                                |                             |
| 4   | Włókniarz Moszczenica              | 38 | 19 | 9  | 10 | 75     | 58     | +17   | 66  |                                                                |                             |
| 5   | Widok Skierniewice                 | 38 | 18 | 10 | 10 | 66     | 52     | +14   | 64  |                                                                |                             |
| 6   | Ner Poddębice                      | 38 | 18 | 9  | 11 | 62     | 36     | +26   | 63  |                                                                |                             |
| 7   | Orzeł Nieborów                     | 38 | 17 | 8  | 13 | 74     | 59     | +15   | 59  |                                                                |                             |
| 8   | Warta Działoszyn                   | 38 | 16 | 8  | 14 | 71     | 58     | +13   | 56  | WDZ: 8 pkt, różn. +2 WZE: 4 pkt, różn. -1 PAJ: 3 pkt, różn. -1 |                             |
| 9   | Włókniarz Zelów                    | 38 | 16 | 8  | 14 | 56     | 60     | −4    | 56  | WDZ: 8 pkt, różn. +2 WZE: 4 pkt, różn. -1 PAJ: 3 pkt, różn. -1 |                             |
| 10  | Zawisza Pajęczno                   | 38 | 15 | 11 | 12 | 59     | 48     | +11   | 56  | WDZ: 8 pkt, różn. +2 WZE: 4 pkt, różn. -1 PAJ: 3 pkt, różn. -1 |                             |
| 11  | Pilica Przedbórz                   | 38 | 12 | 16 | 10 | 47     | 41     | +6    | 52  |                                                                |                             |
| 12  | Astoria Szczerców                  | 38 | 13 | 11 | 14 | 44     | 53     | −9    | 50  |                                                                |                             |
| 13  | Boruta Zgierz                      | 38 | 14 | 6  | 18 | 66     | 77     | −11   | 48  |                                                                |                             |
| 14  | Mazovia Rawa Mazowiecka1 (S)       | 38 | 13 | 8  | 17 | 46     | 63     | −17   | 47  | Spadek do klasy okręgowej                                      | MRM – CON 1:0 CON – MRM 1:2 |
| 15  | Concordia Piotrków Trybunalski (S) | 38 | 14 | 5  | 19 | 60     | 82     | −22   | 47  | Spadek do klasy okręgowej                                      | MRM – CON 1:0 CON – MRM 1:2 |
| 16  | Czarni Rząśnia (S)                 | 38 | 10 | 12 | 16 | 42     | 68     | −26   | 42  | Spadek do klasy okręgowej                                      |                             |
| 17  | Pogoń-Ekolog Zduńska Wola (S)      | 38 | 12 | 4  | 22 | 51     | 61     | −10   | 40  | Spadek do klasy okręgowej                                      |                             |
| 18  | Jutrzenka Warta (S)                | 38 | 10 | 9  | 19 | 60     | 68     | −8    | 39  | Spadek do klasy okręgowej                                      |                             |
| 19  | Start Brzeziny (S)                 | 38 | 6  | 3  | 29 | 39     | 101    | −62   | 21  | Spadek do klasy okręgowej                                      |                             |
| 20  | LKS Mierzyn (S)                    | 38 | 1  | 6  | 31 | 24     | 124    | −100  | 9   | Spadek do klasy okręgowej                                      |                             |

## Grupa VI (małopolska wschód)

### Drużyny
| Uczestnicy poprzedniej edycji                                                                                 | Uczestnicy poprzedniej edycji | Uczestnicy poprzedniej edycji | Uczestnicy poprzedniej edycji |
| --- | ----------------------------- | ----------------------------- | ----------------------------- |
| SKW | Skalnik Kamionka Wielka       | 2                             |                               |
| TYM | KS Tymbark                    | 3                             |                               |
| WWR | Wolania Wola Rzędzińska       | 4                             |                               |
| JAD | Jadowniczanka Jadowniki       | 5                             |                               |
| SNS2 | Sandecja II Nowy Sącz         | 6                             |                               |
| ZAK | KS Zakopane                   | 7                             |                               |
| TUC | Tuchovia Tuchów               | 8                             |                               |
| RYL | Rylovia Rylowa                | 9                             |                               |
| BAR | Barciczanka Barcice           | 10                            |                               |
| KNJ | KS Nowa Jastrząbka-Żukowice   | 11                            |                               |
| BTA | Watra Białka Tatrzańska       | 12                            |                               |
| Spadek z III ligi 2012/2013                                                                                   |                               |                               |                               |
| grupa VII |                               |                               |                               |
| MAN | Lubań Maniowy                 | 14                            |                               |
| Awans z klasy okręgowej 2012/2013                                                                             |                               |                               |                               |
| grupa Nowy Sącz                                                                                               |                               |                               |                               |
| GOR | Glinik Gorlice                | 1                             |                               |
| TMD | Turbacz Mszana Dolna          | 2                             |                               |
| grupa Tarnów                                                                                                  |                               |                               |                               |
| ŻAB | MLKS Żabno                    | 1                             |                               |
| BOR | Sokół Borzęcin Górny          | 2                             |                               |
| Oznaczenia: - kolumna pierwsza – skróty nazw drużyn, - kolumna trzecia – miejsce zajęte w poprzednim sezonie. |                               |                               |                               |

### Tabela
| Lp. | Drużyna                         | M  | Z  | R  | P  | Bramki | Bramki | Różn. | Pkt | Uwagi                       | Bezpośrednio                |
| --- | ------------------------------- | -- | -- | -- | -- | ------ | ------ | ----- | --- | --------------------------- | --------------------------- |
| 1   | Wolania Wola Rzędzińska (M) (A) | 30 | 17 | 6  | 7  | 52     | 31     | +21   | 57  | Awans do III ligi           |                             |
| 2   | Skalnik Kamionka Wielka         | 30 | 15 | 8  | 7  | 57     | 33     | +24   | 53  |                             |                             |
| 3   | MLKS Żabno                      | 30 | 14 | 10 | 6  | 59     | 40     | +19   | 52  |                             |                             |
| 4   | KS Nowa Jastrząbka-Żukowice     | 30 | 14 | 7  | 9  | 61     | 45     | +16   | 49  |                             |                             |
| 5   | Sandecja II Nowy Sącz           | 30 | 14 | 5  | 11 | 62     | 50     | +12   | 47  |                             |                             |
| 6   | Glinik Gorlice                  | 30 | 14 | 4  | 12 | 44     | 44     | 0     | 46  |                             |                             |
| 7   | KS Zakopane                     | 30 | 13 | 6  | 11 | 61     | 51     | +10   | 45  |                             |                             |
| 8   | Lubań Maniowy                   | 30 | 13 | 5  | 12 | 55     | 49     | +6    | 44  |                             |                             |
| 9   | Barciczanka Barcice             | 30 | 11 | 10 | 9  | 41     | 43     | −2    | 43  |                             |                             |
| 10  | Rylovia Rylowa                  | 30 | 12 | 6  | 12 | 57     | 44     | +13   | 42  |                             |                             |
| 11  | Sokół Borzęcin Górny2           | 30 | 10 | 8  | 12 | 41     | 52     | −11   | 38  | BOR – BTA 0:1 BTA – BOR 1:2 |                             |
| 12  | Watra Białka Tatrzańska2        | 30 | 11 | 5  | 14 | 44     | 50     | −6    | 38  | BOR – BTA 0:1 BTA – BOR 1:2 |                             |
| 13  | Tuchovia Tuchów (S)             | 30 | 9  | 7  | 14 | 44     | 55     | −11   | 34  | Spadek do klasy okręgowej   | TUC – TYM 0:0 TYM – TUC 2:2 |
| 14  | KS Tymbark (S)                  | 30 | 8  | 10 | 12 | 39     | 56     | −17   | 34  | Spadek do klasy okręgowej   | TUC – TYM 0:0 TYM – TUC 2:2 |
| 15  | Jadowniczanka Jadowniki (S)     | 30 | 8  | 6  | 16 | 37     | 62     | −25   | 30  | Spadek do klasy okręgowej   |                             |
| 16  | Turbacz Mszana Dolna (S)        | 30 | 3  | 5  | 22 | 36     | 85     | −49   | 14  | Spadek do klasy okręgowej   |                             |

## Grupa VII (małopolska zachód)

### Drużyny
| Uczestnicy poprzedniej edycji                                                                                 | Uczestnicy poprzedniej edycji     | Uczestnicy poprzedniej edycji | Uczestnicy poprzedniej edycji |
| --- | --------------------------------- | ----------------------------- | ----------------------------- |
| SIE | Karpaty Siepraw                   | 2                             |                               |
| OPW | Orzeł Piaski Wielkie              | 3                             |                               |
| TRS | MKS Trzebinia-Siersza             | 4                             |                               |
| ŚKR | Świt Krzeszowice                  | 5                             |                               |
| GIE | Jutrzenka Giebułtów               | 6                             |                               |
| KLD | Iskra Klecza Dolna                | 7                             |                               |
| NNW | Niwa Nowa Wieś                    | 8                             |                               |
| HMP | Halniak Maków Podhalański         | 9                             |                               |
| CR2 | Cracovia II                       | 10                            |                               |
| SPR | Sokół Przytkowice                 | 11                            |                               |
| GÓR | Górnik Wieliczka                  | 12                            |                               |
| KBO | KS Borek                          | 13                            |                               |
| ZEM | Garbarz Zembrzyce                 | 14                            |                               |
| Awans z klasy okręgowej 2012/2013                                                                             |                                   |                               |                               |
| grupa Kraków I                                                                                                |                                   |                               |                               |
| ZZI | Zieleńczanka Zielonki             | 1                             |                               |
| grupa Kraków II                                                                                               |                                   |                               |                               |
| WJA | Wiślanie Jaśkowice                | 2                             |                               |
| grupa Wadowice                                                                                                |                                   |                               |                               |
| KZE | Kalwarianka Kalwaria Zebrzydowska | 1                             |                               |
| Oznaczenia: - kolumna pierwsza – skróty nazw drużyn, - kolumna trzecia – miejsce zajęte w poprzednim sezonie. |                                   |                               |                               |

### Tabela
| Lp. | Drużyna                           | M  | Z  | R  | P  | Bramki | Bramki | Różn. | Pkt | Uwagi                                                          | Bezpośrednio |
| --- | --------------------------------- | -- | -- | -- | -- | ------ | ------ | ----- | --- | -------------------------------------------------------------- | ------------ |
| 1   | MKS Trzebinia-Siersza (M) (A)     | 30 | 19 | 6  | 5  | 72     | 29     | +43   | 63  | Awans do III ligi                                              |              |
| 2   | Wiślanie Jaśkowice                | 30 | 18 | 6  | 6  | 71     | 45     | +26   | 60  |                                                                |              |
| 3   | Jutrzenka Giebułtów               | 30 | 17 | 7  | 6  | 60     | 31     | +29   | 58  |                                                                |              |
| 4   | Cracovia II                       | 30 | 16 | 4  | 10 | 72     | 51     | +21   | 52  |                                                                |              |
| 5   | Kalwarianka Kalwaria Zebrzydowska | 30 | 13 | 9  | 8  | 56     | 32     | +24   | 48  |                                                                |              |
| 6   | Iskra Klecza Dolna                | 30 | 13 | 8  | 9  | 41     | 36     | +5    | 47  |                                                                |              |
| 7   | Karpaty Siepraw                   | 30 | 13 | 6  | 11 | 51     | 58     | −7    | 45  |                                                                |              |
| 8   | Garbarz Zembrzyce                 | 30 | 12 | 5  | 13 | 43     | 46     | −3    | 41  |                                                                |              |
| 9   | Orzeł Piaski Wielkie              | 30 | 12 | 4  | 14 | 43     | 53     | −10   | 40  | OPW: 7 pkt, różn. +3 HMP: 6 pkt, różn. +1 NNW: 2 pkt, różn. -4 |              |
| 10  | Halniak Maków Podhalański         | 30 | 10 | 10 | 10 | 41     | 36     | +5    | 40  | OPW: 7 pkt, różn. +3 HMP: 6 pkt, różn. +1 NNW: 2 pkt, różn. -4 |              |
| 11  | Niwa Nowa Wieś                    | 30 | 10 | 10 | 10 | 50     | 47     | +3    | 40  | OPW: 7 pkt, różn. +3 HMP: 6 pkt, różn. +1 NNW: 2 pkt, różn. -4 |              |
| 12  | Świt Krzeszowice                  | 30 | 10 | 5  | 15 | 38     | 57     | −19   | 35  |                                                                |              |
| 13  | Górnik Wieliczka (S)              | 30 | 8  | 10 | 12 | 41     | 48     | −7    | 34  | Spadek do klasy okręgowej                                      |              |
| 14  | Sokół Przytkowice (S)             | 30 | 9  | 5  | 16 | 37     | 50     | −13   | 32  | Spadek do klasy okręgowej                                      |              |
| 15  | Zieleńczanka Zielonki (S)         | 30 | 4  | 7  | 19 | 32     | 69     | −37   | 19  | Spadek do klasy okręgowej                                      |              |
| 16  | KS Borek (S)                      | 30 | 3  | 4  | 23 | 20     | 80     | −60   | 13  | Spadek do klasy okręgowej                                      |              |

## Grupa VIII (mazowiecka południe)

### Drużyny
| Uczestnicy poprzedniej edycji                                                                                 | Uczestnicy poprzedniej edycji | Uczestnicy poprzedniej edycji | Uczestnicy poprzedniej edycji |
| --- | ----------------------------- | ----------------------------- | ----------------------------- |
| SUL | Victoria Sulejówek            | 3                             |                               |
| MSZ | Mszczonowianka Mszczonów      | 4                             |                               |
| JGA | Sparta Jazgarzew              | 5                             |                               |
| GAR | Wilga Garwolin                | 6                             |                               |
| SZY | Szydłowianka Szydłowiec       | 7                             |                               |
| EKO | Energia Kozienice             | 8                             |                               |
| GRÓ | Mazowsze Grójec               | 9                             |                               |
| JÓZ | Józefovia Józefów             | 10                            |                               |
| PS2 | Pogoń II Siedlce              | 11                            |                               |
| ZPR2 | Znicz II Pruszków             | 12                            |                               |
| ŁAD | UKS Łady                      | 132                           |                               |
| OKĘ | Okęcie Warszawa               | 142                           |                               |
| Spadek z III ligi 2012/2013                                                                                   |                               |                               |                               |
| grupa VI |                               |                               |                               |
| ORZ | Orzeł Wierzbica               | 16                            |                               |
| Awans z klasy okręgowej 2012/2013                                                                             |                               |                               |                               |
| grupa Radom                                                                                                   |                               |                               |                               |
| PRZ | Oskar Przysucha               | 1                             |                               |
| grupa Warszawa I                                                                                              |                               |                               |                               |
| DRU | Drukarz Warszawa              | 1                             |                               |
| PKR | PKS Radość                    | 21                            |                               |
| grupa Warszawa II                                                                                             |                               |                               |                               |
| OŻA | Ożarowianka Ożarów Mazowiecki | 1                             |                               |
| Oznaczenia: - kolumna pierwsza – skróty nazw drużyn, - kolumna trzecia – miejsce zajęte w poprzednim sezonie. |                               |                               |                               |

Objaśnienia:
1. PKS Radość wygrał baraże o udział w IV lidze z Przyszłością Włochy.
2. Pierwotnie Okęcie Warszawa i UKS Łady (po porażce w barażach) miały spaść do klasy okręgowej, jednak ostatecznie utrzymały się w IV lidze.

### Tabela
| Lp. | Drużyna                       | M  | Z  | R  | P  | Bramki | Bramki | Różn. | Pkt | Uwagi                       | Bezpośrednio |
| --- | ----------------------------- | -- | -- | -- | -- | ------ | ------ | ----- | --- | --------------------------- | ------------ |
| 1   | Pogoń II Siedlce (M) (A)      | 32 | 20 | 3  | 9  | 76     | 59     | +17   | 63  | Awans do III ligi           |              |
| 2   | Mszczonowianka Mszczonów      | 32 | 18 | 7  | 7  | 64     | 33     | +31   | 61  |                             |              |
| 3   | Ożarowianka Ożarów Mazowiecki | 32 | 16 | 10 | 6  | 50     | 36     | +14   | 58  |                             |              |
| 4   | Energia Kozienice             | 32 | 17 | 5  | 10 | 70     | 40     | +30   | 56  |                             |              |
| 5   | Szydłowianka Szydłowiec       | 32 | 15 | 8  | 9  | 46     | 35     | +11   | 53  |                             |              |
| 6   | Orzeł Wierzbica               | 32 | 14 | 8  | 10 | 51     | 55     | −4    | 50  |                             |              |
| 7   | Sparta Jazgarzew              | 32 | 14 | 6  | 12 | 65     | 55     | +10   | 48  |                             |              |
| 8   | Okęcie Warszawa               | 32 | 13 | 7  | 12 | 54     | 52     | +2    | 46  |                             |              |
| 9   | Znicz II Pruszków             | 32 | 13 | 6  | 13 | 57     | 44     | +13   | 45  |                             |              |
| 10  | Wilga Garwolin                | 32 | 11 | 11 | 10 | 52     | 57     | −5    | 44  | GAR – GRÓ 2:1 GRÓ – GAR 1:1 |              |
| 11  | Mazowsze Grójec               | 32 | 12 | 8  | 12 | 51     | 49     | +2    | 44  | GAR – GRÓ 2:1 GRÓ – GAR 1:1 |              |
| 12  | Oskar Przysucha               | 32 | 11 | 9  | 12 | 66     | 46     | +20   | 42  |                             |              |
| 13  | Victoria Sulejówek            | 32 | 11 | 8  | 13 | 48     | 49     | −1    | 41  |                             |              |
| 14  | Drukarz Warszawa (S)          | 32 | 12 | 4  | 16 | 53     | 47     | +6    | 40  | Spadek do klasy okręgowej   |              |
| 15  | UKS Łady (S)                  | 32 | 10 | 9  | 13 | 37     | 51     | −14   | 39  | Spadek do klasy okręgowej   |              |
| 16  | Józefovia Józefów (S)         | 32 | 5  | 9  | 18 | 30     | 65     | −35   | 24  | Spadek do klasy okręgowej   |              |
| 17  | PKS Radość (S)                | 34 | 0  | 2  | 32 | 25     | 122    | −97   | 2   | Spadek do klasy okręgowej   |              |

## Grupa IX (mazowiecka północ)

### Drużyny
| Uczestnicy poprzedniej edycji                                                                                 | Uczestnicy poprzedniej edycji | Uczestnicy poprzedniej edycji | Uczestnicy poprzedniej edycji |
| --- | ----------------------------- | ----------------------------- | ----------------------------- |
| MPR | MKS Przasnysz                 | 2                             |                               |
| BRA | Błękitni Raciąż               | 3                             |                               |
| MŁA | Mławianka Mława               | 4                             |                               |
| BUG | Bug Wyszków                   | 5                             |                               |
| WĘG | Czarni Węgrów                 | 6                             |                               |
| NAR | Narew Ostrołęka               | 7                             |                               |
| WP2 | Wisła II Płock                | 8                             |                               |
| OOM | Ostrovia Ostrów Mazowiecka    | 9                             |                               |
| GĄB | Błękitni Gąbin                | 10                            |                               |
| ŻUR | Wkra Żuromin                  | 11                            |                               |
| MGO | Mazur Gostynin                | 12                            |                               |
| ŁOM | KS Łomianki                   | 134                           |                               |
| BZU | Bzura Chodaków                | 145                           |                               |
| Spadek z Ekstraklasa 2012/2013                                                                                |                               |                               |                               |
| PWA | MKS Polonia Warszawa          | 161                           |                               |
| Awans z klasy okręgowej 2012/2013                                                                             |                               |                               |                               |
| grupa Ciechanów-Ostrołęka                                                                                     |                               |                               |                               |
| KOS | Korona Ostrołęka              | 1                             |                               |
| CIE | MKS Ciechanów                 | 23                            |                               |
| grupa Płock                                                                                                   |                               |                               |                               |
| AMA | Amator Maszewo                | 1                             |                               |
| grupa Siedlce                                                                                                 |                               |                               |                               |
| SKÓ | Naprzód Skórzec               | 1                             |                               |
| Oznaczenia: - kolumna pierwsza – skróty nazw drużyn, - kolumna trzecia – miejsce zajęte w poprzednim sezonie. |                               |                               |                               |

Objaśnienia:
1. Polonia Warszawa nie otrzymała licencji na grę w Ekstraklasie. Później zespół został rozwiązany, a w jego miejsce powołano zespół MKS Polonia Warszawa, który zgłoszono do IV ligi[6].
2. MKS Przasnysz przegrał baraże uzupełniające o udział w III lidze z Żyrardowianką Żyrardów.
3. MKS Ciechanów wygrał baraże o awans z Mazovią Mińsk Mazowiecki.
4. KS Łomianki wygrał baraże o utrzymanie w IV lidze z UKS-em Łady.
5. Pierwotnie Bzura Chodaków miała spaść do klasy okręgowej, jednak ostatecznie utrzymała się w IV lidze.

### Tabela
| Lp. | Drużyna                      | M  | Z  | R  | P  | Bramki | Bramki | Różn. | Pkt | Uwagi                       | Bezpośrednio                |
| --- | ---------------------------- | -- | -- | -- | -- | ------ | ------ | ----- | --- | --------------------------- | --------------------------- |
| 1   | MKS Polonia Warszawa (M) (A) | 34 | 25 | 5  | 4  | 83     | 18     | +65   | 80  | Awans do III ligi           |                             |
| 2   | Bug Wyszków                  | 34 | 22 | 10 | 2  | 66     | 29     | +37   | 76  |                             |                             |
| 3   | Wisła II Płock               | 34 | 22 | 2  | 10 | 84     | 38     | +46   | 68  |                             |                             |
| 4   | Mławianka Mława              | 34 | 16 | 10 | 8  | 50     | 32     | +18   | 58  | MŁA – BRA 0:1 BRA – MŁA 2:4 |                             |
| 5   | Błękitni Raciąż              | 34 | 18 | 4  | 12 | 65     | 55     | +10   | 58  | MŁA – BRA 0:1 BRA – MŁA 2:4 |                             |
| 6   | MKS Ciechanów                | 34 | 18 | 3  | 13 | 68     | 64     | +4    | 57  |                             |                             |
| 7   | KS Łomianki                  | 34 | 16 | 6  | 12 | 48     | 44     | +4    | 54  |                             |                             |
| 8   | MKS Przasnysz                | 34 | 16 | 5  | 13 | 55     | 48     | +7    | 53  |                             |                             |
| 9   | Narew Ostrołęka              | 34 | 15 | 4  | 15 | 49     | 47     | +2    | 49  |                             |                             |
| 10  | Ostrovia Ostrów Mazowiecka   | 34 | 13 | 9  | 12 | 61     | 59     | +2    | 48  | OOM – GĄB 1:1 GĄB – OOM 1:3 |                             |
| 11  | Błękitni Gąbin               | 34 | 13 | 9  | 12 | 37     | 38     | −1    | 48  | OOM – GĄB 1:1 GĄB – OOM 1:3 |                             |
| 12  | Wkra Żuromin                 | 34 | 13 | 5  | 16 | 46     | 64     | −18   | 44  | ŻUR – BZU 1:0 BZU – ŻUR 1:2 |                             |
| 13  | Bzura Chodaków               | 34 | 14 | 2  | 18 | 57     | 51     | +6    | 44  | ŻUR – BZU 1:0 BZU – ŻUR 1:2 |                             |
| 14  | Korona Ostrołęka (S)         | 34 | 9  | 4  | 21 | 41     | 85     | −44   | 31  | Spadek do klasy okręgowej   | KOS – WĘG 2:0 WĘG – KOS 3:1 |
| 15  | Czarni Węgrów (S)            | 34 | 8  | 7  | 19 | 43     | 62     | −19   | 31  | Spadek do klasy okręgowej   | KOS – WĘG 2:0 WĘG – KOS 3:1 |
| 16  | Naprzód Skórzec (S)          | 34 | 7  | 9  | 18 | 39     | 68     | −29   | 30  | Spadek do klasy okręgowej   |                             |
| 17  | Mazur Gostynin (S)           | 34 | 6  | 5  | 23 | 28     | 69     | −41   | 23  | Spadek do klasy okręgowej   |                             |
| 18  | Amator Maszewo (S)           | 34 | 2  | 7  | 25 | 33     | 82     | −49   | 13  | Spadek do klasy okręgowej   |                             |

## Grupa X (opolska)

### Drużyny
| Uczestnicy poprzedniej edycji                                                                                 | Uczestnicy poprzedniej edycji | Uczestnicy poprzedniej edycji | Uczestnicy poprzedniej edycji |
| --- | ----------------------------- | ----------------------------- | ----------------------------- |
| SKG | Skalnik Gracze                | 1                             |                               |
| MAŁ | Małapanew Ozimek              | 4                             |                               |
| ŹLI | Orzeł Źlinice                 | 5                             |                               |
| KĘD | Chemik Kędzierzyn-Koźle       | 6                             |                               |
| OLE | OKS Olesno                    | 7                             |                               |
| PAC | Sparta Paczków                | 8                             |                               |
| GOG | MKS Gogolin                   | 9                             |                               |
| ŁUB | Śląsk Łubniany                | 10                            |                               |
| LEW | Olimpia Lewin Brzeski         | 11                            |                               |
| PPR | Pogoń Prudnik                 | 12                            |                               |
| KIE | GLKS Kietrz                   | 14                            |                               |
| TOR | TOR Dobrzeń Wielki            | 152                           |                               |
| Awans z klasy okręgowej 2012/2013                                                                             |                               |                               |                               |
| grupa opolska I                                                                                               |                               |                               |                               |
| STB | Stal Brzeg                    | 2                             |                               |
| JEM | Naprzód Jemielnica            | 3                             |                               |
| grupa opolska II                                                                                              |                               |                               |                               |
| OKR | Otmęt Krapkowice              | 1                             |                               |
| LSD | LZS Starowice Dolne           | 2                             |                               |
| Oznaczenia: - kolumna pierwsza – skróty nazw drużyn, - kolumna trzecia – miejsce zajęte w poprzednim sezonie. |                               |                               |                               |

Objaśnienia:
1. Skalnik Gracze zrezygnował z awansu, w związku z czym awansowali Czarni Otmuchów.
2. TOR Dobrzeń Wielki utrzymał się dzięki wycofaniu się rezerw MKS-u Kluczbork.
3. Ze względu na rezygnację KS-u Krasiejów z awansu do IV ligi, awans uzyskała 3. drużyna w grupie - Naprzód Jemielnica.

### Tabela
| Lp. | Drużyna                  | M  | Z  | R  | P  | Bramki | Bramki | Różn. | Pkt | Uwagi                     | Bezpośrednio                |
| --- | ------------------------ | -- | -- | -- | -- | ------ | ------ | ----- | --- | ------------------------- | --------------------------- |
| 1   | Małapanew Ozimek (M) (A) | 30 | 20 | 4  | 6  | 78     | 25     | +53   | 64  | Awans do III ligi         |                             |
| 2   | Skalnik Gracze (A)       | 30 | 17 | 8  | 5  | 63     | 22     | +41   | 59  | Awans do III ligi         |                             |
| 3   | OKS Olesno               | 30 | 16 | 9  | 5  | 59     | 31     | +28   | 57  |                           | OLE – KĘD 0:0 KĘD – OLE 2:3 |
| 4   | Chemik Kędzierzyn-Koźle  | 30 | 16 | 9  | 5  | 69     | 28     | +41   | 57  |                           | OLE – KĘD 0:0 KĘD – OLE 2:3 |
| 5   | Sparta Paczków           | 30 | 14 | 7  | 9  | 56     | 46     | +10   | 49  |                           |                             |
| 6   | Orzeł Źlinice            | 30 | 13 | 6  | 11 | 67     | 51     | +16   | 45  |                           |                             |
| 7   | Stal Brzeg               | 30 | 13 | 4  | 13 | 48     | 44     | +4    | 43  |                           |                             |
| 8   | Pogoń Prudnik            | 30 | 12 | 6  | 12 | 45     | 56     | −11   | 42  |                           |                             |
| 9   | Śląsk Łubniany           | 30 | 12 | 5  | 13 | 35     | 32     | +3    | 41  |                           |                             |
| 10  | Olimpia Lewin Brzeski    | 30 | 12 | 4  | 14 | 67     | 58     | +9    | 40  |                           |                             |
| 11  | TOR Dobrzeń Wielki       | 30 | 9  | 10 | 11 | 48     | 54     | −6    | 37  |                           |                             |
| 12  | LZS Starowice Dolne (S)  | 30 | 10 | 5  | 15 | 47     | 59     | −12   | 35  | Spadek do klasy okręgowej |                             |
| 13  | MKS Gogolin (S)          | 30 | 9  | 4  | 17 | 43     | 53     | −10   | 31  | Spadek do klasy okręgowej |                             |
| 14  | Otmęt Krapkowice1        | 30 | 8  | 5  | 17 | 53     | 87     | −34   | 29  | Drużyna rozwiązana        |                             |
| 15  | GLKS Kietrz (S)          | 30 | 7  | 3  | 20 | 35     | 90     | −55   | 24  | Spadek do klasy okręgowej |                             |
| 16  | Naprzód Jemielnica (S)   | 30 | 7  | 1  | 22 | 42     | 109    | −67   | 22  | Spadek do klasy okręgowej |                             |

## Grupa XI (podkarpacka)

### Drużyny
| Uczestnicy poprzedniej edycji                                                                                 | Uczestnicy poprzedniej edycji | Uczestnicy poprzedniej edycji | Uczestnicy poprzedniej edycji |
| --- | ----------------------------- | ----------------------------- | ----------------------------- |
| PTU | Piast Tuczempy                | 3                             |                               |
| PIL | Rzemieślnik Pilzno            | 4                             |                               |
| NOW | Cosmos Nowotaniec             | 5                             |                               |
| LEŻ | Pogoń Leżajsk                 | 6                             |                               |
| MAL | Strumyk Malawa                | 7                             |                               |
| KOL | Kolbuszowianka Kolbuszowa     | 9                             |                               |
| NDĘ | Stal Nowa Dęba                | 10                            |                               |
| DUK | Przełęcz Dukla                | 11                            |                               |
| STR | Wisłok Strzyżów               | 12                            |                               |
| MOK | OKS Mokrzyszów                | 13                            |                               |
| CKR | Crasnovia Krasne              | 151                           |                               |
| Spadek z III ligi 2012/2013                                                                                   |                               |                               |                               |
| grupa VIII |                               |                               |                               |
| CJA | Czarni 1910 Jasło             | 14                            |                               |
| Awans z klasy okręgowej 2012/2013                                                                             |                               |                               |                               |
| grupa Dębica                                                                                                  |                               |                               |                               |
| DĘB | Wisłoka Dębica                | 1                             |                               |
| grupa Jarosław                                                                                                |                               |                               |                               |
| WÓL | Wólczanka Wólka Pełkińska     | 1                             |                               |
| grupa Krosno                                                                                                  |                               |                               |                               |
| PIS | LKS Pisarowce                 | 1                             |                               |
| grupa Rzeszów                                                                                                 |                               |                               |                               |
| JNI | Jedność Niechobrz             | 1                             |                               |
| grupa Stalowa Wola                                                                                            |                               |                               |                               |
| NIS | Sokół Nisko                   | 1                             |                               |
| Oznaczenia: - kolumna pierwsza – skróty nazw drużyn, - kolumna trzecia – miejsce zajęte w poprzednim sezonie. |                               |                               |                               |

Objaśnienia:
1. Crasnovia Krasne została wykluczona ze struktur Podkarpackiego ZPN-u oraz odebrano jej licencję na grę. Skutkowało to wycofaniem klubu z rozgrywek IV ligi, gr. podkarpackiej w poprzednim sezonie. Później jednak po interwencji PZPN-u, klub przywrócono w strukturach regionalnego związku, przyznano mu licencję na grę, dzięki czemu utrzymał się w lidze (przed wycofaniem z rozgrywek, zespół uzbierał 28 punktów, co normalnie powinno dać 13. miejsce, w związku z czym został dokooptowany do ligi jako 17. drużyna)[7][8].

### Tabela
| Lp. | Drużyna                           | M  | Z  | R  | P  | Bramki | Bramki | Różn. | Pkt | Uwagi                       | Bezpośrednio                |
| --- | --------------------------------- | -- | -- | -- | -- | ------ | ------ | ----- | --- | --------------------------- | --------------------------- |
| 1   | Wólczanka Wólka Pełkińska (M) (A) | 32 | 21 | 7  | 4  | 77     | 37     | +40   | 70  | Awans do III ligi           |                             |
| 2   | Wisłoka Dębica (A)                | 32 | 20 | 5  | 7  | 71     | 32     | +39   | 65  | Awans do III ligi           |                             |
| 3   | Cosmos Nowotaniec                 | 32 | 15 | 11 | 6  | 51     | 36     | +15   | 56  |                             |                             |
| 4   | Crasnovia Krasne                  | 32 | 17 | 3  | 12 | 73     | 48     | +25   | 54  | CKR – LEŻ 1:0 LEŻ – CKR 1:0 |                             |
| 5   | Pogoń Leżajsk                     | 32 | 15 | 9  | 8  | 41     | 22     | +19   | 54  | CKR – LEŻ 1:0 LEŻ – CKR 1:0 |                             |
| 6   | Piast Tuczempy                    | 32 | 14 | 7  | 11 | 54     | 41     | +13   | 49  |                             |                             |
| 7   | Czarni 1910 Jasło                 | 32 | 13 | 7  | 12 | 41     | 42     | −1    | 46  |                             |                             |
| 8   | Sokół Nisko                       | 32 | 12 | 9  | 11 | 49     | 52     | −3    | 45  |                             |                             |
| 9   | Rzemieślnik Pilzno                | 32 | 12 | 8  | 12 | 49     | 45     | +4    | 44  | PIL – KOL 2:2 KOL – PIL 0:1 |                             |
| 10  | Kolbuszowianka Kolbuszowa         | 32 | 12 | 8  | 12 | 48     | 59     | −11   | 44  | PIL – KOL 2:2 KOL – PIL 0:1 |                             |
| 11  | Strumyk Malawa                    | 32 | 13 | 3  | 16 | 57     | 60     | −3    | 42  |                             |                             |
| 12  | Stal Nowa Dęba1                   | 32 | 11 | 8  | 13 | 50     | 45     | +5    | 41  |                             |                             |
| 13  | LKS Pisarowce (S)                 | 32 | 11 | 5  | 16 | 47     | 72     | −25   | 38  | Spadek do klasy okręgowej   |                             |
| 14  | OKS Mokrzyszów (S)                | 32 | 7  | 8  | 17 | 43     | 76     | −33   | 29  | Spadek do klasy okręgowej   |                             |
| 15  | Jedność Niechobrz (S)             | 32 | 6  | 9  | 17 | 36     | 56     | −20   | 27  | Spadek do klasy okręgowej   |                             |
| 16  | Przełęcz Dukla (S)                | 32 | 6  | 8  | 18 | 39     | 81     | −42   | 26  | Spadek do klasy okręgowej   | DUK – STR 3:1 STR – DUK 1:2 |
| 17  | Wisłok Strzyżów (S)               | 32 | 7  | 5  | 20 | 40     | 62     | −22   | 26  | Spadek do klasy okręgowej   | DUK – STR 3:1 STR – DUK 1:2 |

## Grupa XII (podlaska)

### Drużyny
| Uczestnicy poprzedniej edycji                                                                                 | Uczestnicy poprzedniej edycji | Uczestnicy poprzedniej edycji | Uczestnicy poprzedniej edycji |
| --- | ----------------------------- | ----------------------------- | ----------------------------- |
| GGR | Gryf Gródek                   | 3                             |                               |
| SZE | Sparta 1951 Szepietowo        | 4                             |                               |
| AUG | Sparta Augustów               | 5                             |                               |
| TYK | Hetman Tykocin                | 6                             |                               |
| CRS | Cresovia Siemiatycze          | 7                             |                               |
| PIB | Piast Białystok               | 8                             |                               |
| ŁAP | Pogoń Łapy                    | 9                             |                               |
| HEB | Hetman Białystok              | 10                            |                               |
| HAJ | Puszcza Hajnówka              | 11                            |                               |
| JUC | Magnat Juchnowiec Kościelny   | 12                            |                               |
| MIC | KS Michałowo                  | 13                            |                               |
| SSO | Sokół Sokółka                 | 14                            |                               |
| Spadek z III ligi 2012/2013                                                                                   |                               |                               |                               |
| grupa V |                               |                               |                               |
| KOL | Orzeł Kolno                   | 16                            |                               |
| Awans z klasy okręgowej 2012/2013                                                                             |                               |                               |                               |
| grupa podlaska                                                                                                |                               |                               |                               |
| WAS | KS Wasilków                   | 1                             |                               |
| MIE | MKS Mielnik                   | 2                             |                               |
| ŚNI | KS Śniadowo                   | 3                             |                               |
| Oznaczenia: - kolumna pierwsza – skróty nazw drużyn, - kolumna trzecia – miejsce zajęte w poprzednim sezonie. |                               |                               |                               |

### Tabela
| Lp. | Drużyna                     | M  | Z  | R  | P  | Bramki | Bramki | Różn. | Pkt | Uwagi                       | Bezpośrednio                |
| --- | --------------------------- | -- | -- | -- | -- | ------ | ------ | ----- | --- | --------------------------- | --------------------------- |
| 1   | KS Wasilków (M) (A)         | 30 | 21 | 5  | 4  | 63     | 17     | +46   | 68  | Awans do III ligi           |                             |
| 2   | Puszcza Hajnówka (A)        | 30 | 15 | 9  | 6  | 44     | 25     | +19   | 54  | Awans do III ligi           | HAJ – SZE 1:1 SZE – HAJ 1:3 |
| 3   | Sparta 1951 Szepietowo      | 30 | 15 | 9  | 6  | 48     | 27     | +21   | 54  |                             | HAJ – SZE 1:1 SZE – HAJ 1:3 |
| 4   | KS Michałowo                | 30 | 15 | 8  | 7  | 59     | 33     | +26   | 53  |                             |                             |
| 5   | Sparta Augustów             | 30 | 15 | 7  | 8  | 48     | 23     | +25   | 52  | AUG – MIE 2:1 MIE – AUG 0:0 |                             |
| 6   | MKS Mielnik                 | 30 | 14 | 10 | 6  | 47     | 25     | +22   | 52  | AUG – MIE 2:1 MIE – AUG 0:0 |                             |
| 7   | Gryf Gródek                 | 30 | 14 | 8  | 8  | 52     | 36     | +16   | 50  | GGR – CRS 5:2 CRS – GGR 1:0 |                             |
| 8   | Cresovia Siemiatycze        | 30 | 16 | 2  | 12 | 62     | 43     | +19   | 50  | GGR – CRS 5:2 CRS – GGR 1:0 |                             |
| 9   | Pogoń Łapy                  | 30 | 13 | 8  | 9  | 63     | 38     | +25   | 47  |                             |                             |
| 10  | Hetman Tykocin              | 30 | 10 | 6  | 14 | 50     | 59     | −9    | 36  |                             |                             |
| 11  | Magnat Juchnowiec Kościelny | 30 | 9  | 5  | 16 | 33     | 66     | −33   | 32  | JUC – SSO 1:2 SSO – JUC 0:2 |                             |
| 12  | Sokół Sokółka               | 30 | 10 | 2  | 18 | 46     | 76     | −30   | 32  | JUC – SSO 1:2 SSO – JUC 0:2 |                             |
| 13  | KS Śniadowo                 | 30 | 8  | 7  | 15 | 44     | 55     | −11   | 31  |                             |                             |
| 14  | Piast Białystok (S)         | 30 | 6  | 3  | 21 | 31     | 60     | −29   | 21  | Spadek do klasy okręgowej   |                             |
| 15  | Hetman Białystok (S)        | 30 | 4  | 7  | 19 | 28     | 85     | −57   | 19  | Spadek do klasy okręgowej   |                             |
| 16  | Orzeł Kolno (S)             | 30 | 3  | 8  | 19 | 26     | 76     | −50   | 17  | Spadek do klasy okręgowej   |                             |

## Grupa XIII (pomorska)

### Drużyny
| Uczestnicy poprzedniej edycji                                                                                 | Uczestnicy poprzedniej edycji | Uczestnicy poprzedniej edycji | Uczestnicy poprzedniej edycji |
| --- | ----------------------------- | ----------------------------- | ----------------------------- |
| HRG | Huragan Przodkowo             | 3                             |                               |
| CHW | KS Chwaszczyno                | 4                             |                               |
| RED | Orlęta Reda                   | 5                             |                               |
| GKO | GKS Kolbudy                   | 6                             |                               |
| AGA | Anioły Garczegorze            | 7                             |                               |
| DZI | Powiśle Dzierzgoń             | 8                             |                               |
| WSK | Wietcisa Skarszewy            | 9                             |                               |
| PEL | Wierzyca Pelplin              | 10                            |                               |
| BY2 | Bytovia II Bytów              | 11                            |                               |
| GRT | Gryf 2009 Tczew               | 12                            |                               |
| MAL | Pomezania Malbork             | 13                            |                               |
| Spadek z III ligi 2012/2013                                                                                   |                               |                               |                               |
| grupa I |                               |                               |                               |
| GRS | Gryf Słupsk                   | 16                            |                               |
| Awans z klasy okręgowej 2012/2013                                                                             |                               |                               |                               |
| grupa Gdańsk I                                                                                                |                               |                               |                               |
| GLU | GOSRiT Luzino                 | 1                             |                               |
| AKI | Amator Kiełpino               | 2                             |                               |
| grupa Gdańsk II                                                                                               |                               |                               |                               |
| SZT | Olimpia Sztum                 | 1                             |                               |
| NDG | Żuławy Nowy Dwór Gdański      | 2                             |                               |
| grupa Słupsk                                                                                                  |                               |                               |                               |
| CZŁ | Piast Człuchów                | 1                             |                               |
| LĘB | Pogoń Lębork                  | 2                             |                               |
| Oznaczenia: - kolumna pierwsza – skróty nazw drużyn, - kolumna trzecia – miejsce zajęte w poprzednim sezonie. |                               |                               |                               |

### Tabela
| Lp. | Drużyna                      | M  | Z  | R  | P  | Bramki | Bramki | Różn. | Pkt | Uwagi                     | Bezpośrednio                |
| --- | ---------------------------- | -- | -- | -- | -- | ------ | ------ | ----- | --- | ------------------------- | --------------------------- |
| 1   | GKS Przodkowo (M) (A)        | 34 | 24 | 6  | 4  | 99     | 27     | +72   | 78  | Awans do III ligi         |                             |
| 2   | KS Chwaszczyno (A)           | 34 | 22 | 9  | 3  | 71     | 32     | +39   | 75  | Awans do III ligi         |                             |
| 3   | GOSRiT Luzino                | 34 | 22 | 4  | 8  | 79     | 39     | +40   | 70  |                           |                             |
| 4   | Gryf Słupsk                  | 34 | 20 | 5  | 9  | 100    | 43     | +57   | 65  |                           |                             |
| 5   | Powiśle Dzierzgoń            | 36 | 18 | 10 | 8  | 63     | 46     | +17   | 64  |                           |                             |
| 6   | GKS Kolbudy                  | 34 | 17 | 6  | 11 | 75     | 58     | +17   | 57  |                           |                             |
| 7   | Wierzyca Pelplin             | 34 | 18 | 2  | 14 | 74     | 53     | +21   | 56  |                           |                             |
| 8   | Anioły Garczegorze           | 34 | 15 | 10 | 9  | 46     | 35     | +11   | 55  |                           |                             |
| 9   | Olimpia Sztum                | 34 | 16 | 6  | 12 | 43     | 47     | −4    | 54  |                           |                             |
| 10  | Pogoń Lębork                 | 34 | 15 | 5  | 14 | 76     | 57     | +19   | 50  |                           |                             |
| 11  | Bytovia II Bytów             | 34 | 14 | 6  | 14 | 81     | 62     | +19   | 48  |                           |                             |
| 12  | Amator Kiełpino              | 34 | 14 | 5  | 15 | 58     | 59     | −1    | 47  |                           |                             |
| 13  | Pomezania Malbork (S)        | 34 | 11 | 3  | 20 | 58     | 66     | −8    | 36  | Spadek do klasy okręgowej | MAL – RED 3:1 RED – MAL 1:0 |
| 14  | Orlęta Reda (S)              | 34 | 11 | 3  | 20 | 50     | 71     | −21   | 36  | Spadek do klasy okręgowej | MAL – RED 3:1 RED – MAL 1:0 |
| 15  | Gryf 2009 Tczew (S)          | 34 | 10 | 3  | 21 | 43     | 85     | −42   | 33  | Spadek do klasy okręgowej |                             |
| 16  | Żuławy Nowy Dwór Gdański (S) | 34 | 9  | 4  | 21 | 47     | 75     | −28   | 31  | Spadek do klasy okręgowej |                             |
| 17  | Piast Człuchów (S)           | 34 | 3  | 4  | 27 | 45     | 133    | −88   | 13  | Spadek do klasy okręgowej |                             |
| 18  | Wietcisa Skarszewy (S)       | 34 | 3  | 1  | 30 | 22     | 142    | −120  | 10  | Spadek do klasy okręgowej |                             |

## Grupa XIV (śląska I)

### Drużyny
| Uczestnicy poprzedniej edycji                                                                                 | Uczestnicy poprzedniej edycji | Uczestnicy poprzedniej edycji | Uczestnicy poprzedniej edycji |
| --- | ----------------------------- | ----------------------------- | ----------------------------- |
| GPI | Górnik Piaski                 | 21                            |                               |
| GRŚ | Grunwald Ruda Śląska          | 3                             |                               |
| DGÓ | Zagłębiak Dąbrowa Górnicza    | 4                             |                               |
| SRM | Sarmacja Będzin               | 5                             |                               |
| KON | Pilica Koniecpol              | 6                             |                               |
| GTA | Gwarek Tarnowskie Góry        | 7                             |                               |
| WCH | Wyzwolenie Chorzów            | 8                             |                               |
| ŻAR | Zieloni Żarki                 | 9                             |                               |
| SRŚ | Slavia Ruda Śląska            | 10                            |                               |
| KAM | LKS Kamienica Polska          | 11                            |                               |
| CIO | Przyszłość Ciochowice         | 12                            |                               |
| KON | Lot Konopiska                 | 13                            |                               |
| Awans z klasy okręgowej 2012/2013                                                                             |                               |                               |                               |
| grupa Częstochowa                                                                                             |                               |                               |                               |
| RA2 | Raków II Częstochowa          | 1                             |                               |
| WOŹ | MLKS Woźniki                  | 2                             |                               |
| grupa Katowice II                                                                                             |                               |                               |                               |
| RGR | RKS Grodziec                  | 2                             |                               |
| grupa Katowice IV                                                                                             |                               |                               |                               |
| CON | Concordia Knurów              | 2                             |                               |
| Oznaczenia: - kolumna pierwsza – skróty nazw drużyn, - kolumna trzecia – miejsce zajęte w poprzednim sezonie. |                               |                               |                               |

Objaśnienia:
1. Górnik Piaski przegrał baraż o awans do III ligi z Rekordem Bielsko-Biała.
2. Ze względu na przeniesienie Górnika II Zabrze (mistrza grupy) do III ligi, awans uzyskała Concordia Knurów.

### Tabela
| Lp. | Drużyna                        | M  | Z  | R | P  | Bramki | Bramki | Różn. | Pkt | Uwagi                       | Bezpośrednio |
| --- | ------------------------------ | -- | -- | - | -- | ------ | ------ | ----- | --- | --------------------------- | ------------ |
| 1   | Grunwald Ruda Śląska (M) (A)   | 30 | 18 | 9 | 3  | 70     | 38     | +32   | 63  | Awans do III ligi           |              |
| 2   | Górnik Piaski                  | 30 | 17 | 8 | 5  | 60     | 37     | +23   | 59  |                             |              |
| 3   | Sarmacja Będzin                | 30 | 14 | 7 | 9  | 55     | 28     | +27   | 49  | SRM – CIO 0:0 CIO – SRM 0:2 |              |
| 4   | Przyszłość Ciochowice          | 30 | 14 | 7 | 9  | 38     | 24     | +14   | 49  | SRM – CIO 0:0 CIO – SRM 0:2 |              |
| 5   | Concordia Knurów               | 30 | 14 | 6 | 10 | 50     | 49     | +1    | 48  | CON – SRŚ 1:2 SRŚ – CON 2:4 |              |
| 6   | Slavia Ruda Śląska             | 30 | 13 | 9 | 8  | 53     | 44     | +9    | 48  | CON – SRŚ 1:2 SRŚ – CON 2:4 |              |
| 7   | Gwarek Tarnowskie Góry         | 30 | 14 | 2 | 14 | 56     | 47     | +9    | 44  | GTA – KON 4:1 KON – GTA 2:1 |              |
| 8   | Pilica Koniecpol               | 30 | 12 | 8 | 10 | 34     | 37     | −3    | 44  | GTA – KON 4:1 KON – GTA 2:1 |              |
| 9   | Raków II Częstochowa           | 30 | 13 | 4 | 13 | 53     | 47     | +6    | 43  | RA2 – KAM 1:1 KAM – RA2 0:1 |              |
| 10  | LKS Kamienica Polska           | 30 | 12 | 7 | 11 | 44     | 34     | +10   | 43  | RA2 – KAM 1:1 KAM – RA2 0:1 |              |
| 11  | RKS Grodziec                   | 30 | 11 | 9 | 10 | 53     | 50     | +3    | 42  |                             |              |
| 12  | Zieloni Żarki                  | 30 | 12 | 5 | 13 | 45     | 53     | −8    | 41  |                             |              |
| 13  | MLKS Woźniki                   | 30 | 11 | 7 | 12 | 42     | 38     | +4    | 40  |                             |              |
| 14  | Wyzwolenie Chorzów (S)         | 30 | 8  | 6 | 16 | 40     | 48     | −8    | 30  | Spadek do klasy okręgowej   |              |
| 15  | Lot Konopiska (S)              | 30 | 2  | 8 | 20 | 19     | 76     | −57   | 14  | Spadek do klasy okręgowej   |              |
| 16  | Zagłębiak Dąbrowa Górnicza (S) | 30 | 3  | 2 | 25 | 23     | 85     | −62   | 11  | Spadek do klasy okręgowej   |              |

## Grupa XV (śląska II)

### Drużyny
| Uczestnicy poprzedniej edycji                                                                                 | Uczestnicy poprzedniej edycji | Uczestnicy poprzedniej edycji | Uczestnicy poprzedniej edycji |
| --- | ----------------------------- | ----------------------------- | ----------------------------- |
| JAS | GKS 1962 Jastrzębie           | 3                             |                               |
| WSŁ | KS Wisła                      | 4                             |                               |
| ISK | Iskra Pszczyna                | 5                             |                               |
| CGŻ | Czarni-Góral Żywiec           | 6                             |                               |
| DRZ | Drzewiarz Jasienica           | 7                             |                               |
| PRZ | Jedność 32 Przyszowice        | 8                             |                               |
| ORN | Gwarek Ornontowice            | 9                             |                               |
| KA2 | GKS II Katowice               | 10                            |                               |
| ŚWI | Forteca Świerklany            | 11                            |                               |
| MIK | AKS Mikołów                   | 12                            |                               |
| BOJ | GTS Bojszowy                  | 13                            |                               |
| UNR | Unia Racibórz                 | 141                           |                               |
| Awans z klasy okręgowej 2012/2013                                                                             |                               |                               |                               |
| grupa Bielsko-Biała                                                                                           |                               |                               |                               |
| SPL | Spójnia Landek                | 1                             |                               |
| grupa Katowice I                                                                                              |                               |                               |                               |
| SUS | Krupiński Suszec              | 1                             |                               |
| grupa Katowice II                                                                                             |                               |                               |                               |
| PKA | Podlesianka Katowice          | 1                             |                               |
| grupa Katowice III                                                                                            |                               |                               |                               |
| GPS | Górnik Pszów                  | 1                             |                               |
| Oznaczenia: - kolumna pierwsza – skróty nazw drużyn, - kolumna trzecia – miejsce zajęte w poprzednim sezonie. |                               |                               |                               |

Objaśnienia:
1. Unia Racibórz wygrała baraż o utrzymanie z Victorią Częstochowa.

### Tabela
| Lp. | Drużyna                     | M  | Z  | R  | P  | Bramki | Bramki | Różn. | Pkt | Uwagi                     | Bezpośrednio |
| --- | --------------------------- | -- | -- | -- | -- | ------ | ------ | ----- | --- | ------------------------- | ------------ |
| 1   | GKS 1962 Jastrzębie (M) (A) | 30 | 25 | 3  | 2  | 100    | 18     | +82   | 78  | Awans do III ligi         |              |
| 2   | Iskra Pszczyna              | 30 | 18 | 6  | 6  | 73     | 45     | +28   | 60  |                           |              |
| 3   | GTS Bojszowy                | 30 | 15 | 7  | 8  | 57     | 47     | +10   | 52  |                           |              |
| 4   | Jedność 32 Przyszowice      | 30 | 15 | 6  | 9  | 65     | 58     | +7    | 51  |                           |              |
| 5   | Gwarek Ornontowice          | 30 | 15 | 4  | 11 | 64     | 40     | +24   | 49  |                           |              |
| 6   | Krupiński Suszec            | 30 | 14 | 6  | 10 | 46     | 32     | +14   | 48  |                           |              |
| 7   | Czarni-Góral Żywiec         | 30 | 14 | 5  | 11 | 69     | 68     | +1    | 47  |                           |              |
| 8   | GKS II Katowice             | 30 | 12 | 7  | 11 | 69     | 59     | +10   | 43  |                           |              |
| 9   | Górnik Pszów                | 30 | 11 | 5  | 14 | 52     | 62     | −10   | 38  |                           |              |
| 10  | Drzewiarz Jasienica         | 30 | 9  | 10 | 11 | 40     | 46     | −6    | 37  |                           |              |
| 11  | Podlesianka Katowice        | 30 | 10 | 6  | 14 | 45     | 64     | −19   | 36  |                           |              |
| 12  | Forteca Świerklany          | 30 | 8  | 8  | 14 | 45     | 51     | −6    | 32  |                           |              |
| 13  | Unia Racibórz               | 30 | 9  | 5  | 16 | 51     | 66     | −15   | 32  |                           |              |
| 14  | KS Wisła (S)                | 30 | 7  | 6  | 17 | 40     | 84     | −44   | 27  | Spadek do klasy okręgowej |              |
| 15  | AKS Mikołów (S)             | 30 | 8  | 1  | 21 | 33     | 76     | −43   | 25  | Spadek do klasy okręgowej |              |
| 16  | Spójnia Landek (S)          | 30 | 3  | 9  | 18 | 30     | 63     | −33   | 18  | Spadek do klasy okręgowej |              |

## Grupa XVI (świętokrzyska)

### Drużyny
| Uczestnicy poprzedniej edycji                                                                                 | Uczestnicy poprzedniej edycji | Uczestnicy poprzedniej edycji | Uczestnicy poprzedniej edycji |
| --- | ----------------------------- | ----------------------------- | ----------------------------- |
| KAJ | Lubrzanka Kajetanów           | 3                             |                               |
| JĘD | Naprzód Jędrzejów             | 4                             |                               |
| WŁO | Hetman Włoszczowa             | 5                             |                               |
| PST | Pogoń 1945 Staszów            | 6                             |                               |
| SĘD | Unia Sędziszów                | 7                             |                               |
| ALO | Alit Ożarów                   | 8                             |                               |
| SKW | Sparta Kazimierza Wielka      | 9                             |                               |
| PRA | Partyzant Radoszyce           | 10                            |                               |
| BUZ | Zdrój Busko-Zdrój             | 11                            |                               |
| SDA | Spartakus Daleszyce           | 12                            |                               |
| ŁAG | ŁKS Łagów                     | 13                            |                               |
| ORK | Orlęta Kielce                 | 14                            |                               |
| ORS | Orlicz Suchedniów             | 15                            |                               |
| Spadek z III ligi 2012/2013                                                                                   |                               |                               |                               |
| grupa VII |                               |                               |                               |
| CPŁ | Czarni Połaniec               | 15                            |                               |
| Awans z klasy okręgowej 2012/2013                                                                             |                               |                               |                               |
| grupa świętokrzyska                                                                                           |                               |                               |                               |
| TUM | Skała Tumlin                  | 1                             |                               |
| KLI | Klimontowianka Klimontów      | 2                             |                               |
| Oznaczenia: - kolumna pierwsza – skróty nazw drużyn, - kolumna trzecia – miejsce zajęte w poprzednim sezonie. |                               |                               |                               |

### Tabela
| Lp. | Drużyna                   | M  | Z  | R  | P  | Bramki | Bramki | Różn. | Pkt | Uwagi                       | Bezpośrednio |
| --- | ------------------------- | -- | -- | -- | -- | ------ | ------ | ----- | --- | --------------------------- | ------------ |
| 1   | Czarni Połaniec (M) (A)   | 30 | 19 | 9  | 2  | 62     | 27     | +35   | 66  | Awans do III ligi           |              |
| 2   | Partyzant Radoszyce (A)   | 30 | 17 | 7  | 6  | 64     | 25     | +39   | 58  | Awans do III ligi           |              |
| 3   | Unia Sędziszów            | 30 | 15 | 8  | 7  | 47     | 34     | +13   | 53  |                             |              |
| 4   | Lubrzanka Kajetanów       | 30 | 13 | 9  | 8  | 52     | 37     | +15   | 48  |                             |              |
| 5   | Pogoń 1945 Staszów        | 30 | 13 | 8  | 9  | 54     | 47     | +7    | 47  |                             |              |
| 6   | Orlicz Suchedniów         | 30 | 13 | 4  | 13 | 43     | 54     | −11   | 43  |                             |              |
| 7   | Sparta Kazimierza Wielka  | 30 | 10 | 12 | 8  | 43     | 39     | +4    | 42  | SKW - JĘD 1:1 JĘD - SKW 0:1 |              |
| 8   | Naprzód Jędrzejów         | 30 | 12 | 6  | 12 | 33     | 37     | −4    | 42  | SKW - JĘD 1:1 JĘD - SKW 0:1 |              |
| 9   | Zdrój Busko-Zdrój         | 30 | 11 | 8  | 11 | 37     | 36     | +1    | 41  |                             |              |
| 10  | ŁKS Łagów                 | 30 | 10 | 10 | 10 | 43     | 46     | −3    | 40  |                             |              |
| 11  | Spartakus Razem Daleszyce | 30 | 10 | 9  | 11 | 43     | 43     | 0     | 39  |                             |              |
| 12  | Klimontowianka Klimontów  | 30 | 10 | 6  | 14 | 40     | 46     | −6    | 36  | KLI - TUM 2:1 TUM - KLI 2:2 |              |
| 13  | Skała Tumlin              | 30 | 9  | 9  | 12 | 44     | 56     | −12   | 36  | KLI - TUM 2:1 TUM - KLI 2:2 |              |
| 14  | Alit Ożarów               | 30 | 7  | 11 | 12 | 44     | 46     | −2    | 32  |                             |              |
| 15  | Hetman Włoszczowa         | 30 | 8  | 6  | 16 | 35     | 48     | −13   | 30  |                             |              |
| 16  | Orlęta Kielce (S)         | 30 | 1  | 2  | 27 | 25     | 86     | −61   | 5   | Spadek do klasy okręgowej   |              |

## Grupa XVII (warmińsko-mazurska)

### Drużyny
| Uczestnicy poprzedniej edycji                                                                                 | Uczestnicy poprzedniej edycji | Uczestnicy poprzedniej edycji | Uczestnicy poprzedniej edycji |
| --- | ----------------------------- | ----------------------------- | ----------------------------- |
| ROM | Rominta Gołdap                | 3                             |                               |
| WIK | GKS Wikielec                  | 4                             |                               |
| PIS | Pisa Barczewo                 | 5                             |                               |
| ST2 | Stomil II Olsztyn             | 6                             |                               |
| OMU | Omulew Wielbark               | 7                             |                               |
| MAM | Mamry Giżycko                 | 8                             |                               |
| DKS | DKS Dobre Miasto              | 9                             |                               |
| VĘG | Vęgoria Węgorzewo             | 10                            |                               |
| DRW | Drwęca Nowe Miasto Lubawskie  | 11                            |                               |
| ZAT | Zatoka Braniewo               | 12                            |                               |
| STN | Start Nidzica                 | 13                            |                               |
| Awans z klasy okręgowej 2012/2013                                                                             |                               |                               |                               |
| grupa warmińsko-mazurska I                                                                                    |                               |                               |                               |
| VIC | Victoria Bartoszyce           | 1                             |                               |
| EŁK | Mazur Ełk                     | 2                             |                               |
| grupa warmińsko-mazurska II                                                                                   |                               |                               |                               |
| OLO | Olimpia Olsztynek             | 1                             |                               |
| WAR | Warmiak Łukta                 | 2                             |                               |
| Oznaczenia: - kolumna pierwsza – skróty nazw drużyn, - kolumna trzecia – miejsce zajęte w poprzednim sezonie. |                               |                               |                               |

| OL2 | Olimpia II Elbląg | -1 |
| Oznaczenia: - kolumna pierwsza – skróty nazw drużyn, - kolumna trzecia – miejsce zajęte w poprzednim sezonie. |                   |    |

Objaśnienia:
1. W związku z połączeniem się Olimpii Elbląg z Olimpią 2004 Elbląg powołano zespół rezerw, który został przyjęty do rozgrywek IV ligi.

### Tabela
| Lp. | Drużyna                           | M  | Z  | R | P  | Bramki | Bramki | Różn. | Pkt | Uwagi                     | Bezpośrednio |
| --- | --------------------------------- | -- | -- | - | -- | ------ | ------ | ----- | --- | ------------------------- | ------------ |
| 1   | Rominta Gołdap (M) (A)            | 30 | 22 | 6 | 2  | 75     | 16     | +59   | 72  | Awans do III ligi         |              |
| 2   | Olimpia Olsztynek (A)             | 30 | 18 | 6 | 6  | 78     | 40     | +38   | 60  | Awans do III ligi         |              |
| 3   | GKS Wikielec                      | 30 | 17 | 4 | 9  | 72     | 34     | +38   | 55  |                           |              |
| 4   | Stomil II Olsztyn                 | 30 | 17 | 3 | 10 | 63     | 38     | +25   | 54  |                           |              |
| 5   | Pisa Barczewo                     | 30 | 15 | 8 | 7  | 54     | 46     | +8    | 53  |                           |              |
| 6   | Drwęca Nowe Miasto Lubawskie2 (A) | 30 | 17 | 1 | 12 | 59     | 47     | +12   | 52  | Awans do III ligi         |              |
| 7   | Zatoka Braniewo                   | 30 | 13 | 5 | 12 | 52     | 59     | −7    | 44  |                           |              |
| 8   | Warmiak Łukta                     | 30 | 12 | 7 | 11 | 56     | 57     | −1    | 43  |                           |              |
| 9   | Omulew Wielbark                   | 30 | 12 | 6 | 12 | 48     | 52     | −4    | 42  |                           |              |
| 10  | DKS Dobre Miasto                  | 30 | 12 | 4 | 14 | 27     | 41     | −14   | 40  |                           |              |
| 11  | Olimpia II Elbląg1 (S)            | 30 | 11 | 3 | 16 | 37     | 48     | −11   | 36  | Spadek do klasy okręgowej |              |
| 12  | Mamry Giżycko                     | 30 | 9  | 8 | 13 | 34     | 39     | −5    | 35  |                           |              |
| 13  | Victoria Bartoszyce               | 30 | 9  | 5 | 16 | 38     | 65     | −27   | 32  |                           |              |
| 14  | Vęgoria Węgorzewo (S)             | 30 | 8  | 5 | 17 | 43     | 60     | −17   | 29  | Spadek do klasy okręgowej |              |
| 15  | Mazur Ełk (S)                     | 30 | 8  | 2 | 20 | 42     | 79     | −37   | 26  | Spadek do klasy okręgowej |              |
| 16  | Start Nidzica (S)                 | 30 | 1  | 5 | 24 | 19     | 76     | −57   | 8   | Spadek do klasy okręgowej |              |

## Grupa XVIII (wielkopolska południe)

### Drużyny
| Uczestnicy poprzedniej edycji                                                                                 | Uczestnicy poprzedniej edycji | Uczestnicy poprzedniej edycji | Uczestnicy poprzedniej edycji |
| --- | ----------------------------- | ----------------------------- | ----------------------------- |
| PĘP | Dąbroczanka Pępowo            | 2                             |                               |
| SŁU | SKP Słupca                    | 3                             |                               |
| WRZ | Victoria Września             | 4                             |                               |
| VOS | Victoria Ostrzeszów           | 5                             |                               |
| JJ2 | Jarota II Jarocin             | 61,3                          |                               |
| KAL | KKS 1925 Kalisz               | 7                             |                               |
| WOL | Grom Wolsztyn                 | 8                             |                               |
| KOŚ | Obra Kościan                  | 9                             |                               |
| OKŁ | Olimpia Koło                  | 10                            |                               |
| ŚLE | LKS Ślesin                    | 11                            |                               |
| GOŁ | LKS Gołuchów                  | 12                            |                               |
| Spadek z III ligi 2012/2013                                                                                   |                               |                               |                               |
| grupa II |                               |                               |                               |
| GKN | Górnik Konin                  | 14                            |                               |
| KOB | Piast Kobylin                 | 15                            |                               |
| Awans z klasy okręgowej 2012/2013                                                                             |                               |                               |                               |
| grupa Kalisz                                                                                                  |                               |                               |                               |
| MRO | Orzeł Mroczeń                 | 1                             |                               |
| grupa Konin                                                                                                   |                               |                               |                               |
| WKR | Warta Krzymów                 | 2                             |                               |
| grupa Leszno                                                                                                  |                               |                               |                               |
| RAC | PKS Racot                     | 1                             |                               |
| Oznaczenia: - kolumna pierwsza – skróty nazw drużyn, - kolumna trzecia – miejsce zajęte w poprzednim sezonie. |                               |                               |                               |

Objaśnienia:
1. Płomyk Jarota II Jarocin zmienił nazwę na Jarota II Jarocin.
2. Warta Krzymów wygrała grupę barażową o awans do IV ligi.
3. Jarota II Jarocin wycofała się po rundzie jesiennej.

### Tabela
| Lp. | Drużyna                   | M  | Z  | R | P  | Bramki | Bramki | Różn. | Pkt | Uwagi                       | Bezpośrednio |
| --- | ------------------------- | -- | -- | - | -- | ------ | ------ | ----- | --- | --------------------------- | ------------ |
| 1   | Victoria Września (M) (A) | 30 | 22 | 7 | 1  | 82     | 26     | +56   | 73  | Awans do III ligi           |              |
| 2   | Dąbroczanka Pępowo        | 30 | 20 | 7 | 3  | 63     | 19     | +44   | 67  |                             |              |
| 3   | Górnik Konin              | 30 | 18 | 6 | 6  | 57     | 27     | +30   | 60  |                             |              |
| 4   | Obra Kościan              | 30 | 17 | 6 | 7  | 56     | 29     | +27   | 57  |                             |              |
| 5   | LKS Ślesin                | 30 | 16 | 4 | 10 | 59     | 42     | +17   | 52  |                             |              |
| 6   | KKS 1925 Kalisz           | 30 | 13 | 6 | 11 | 47     | 31     | +16   | 45  | KAL - MRO 0:1 MRO - KAL 0:5 |              |
| 7   | Orzeł Mroczeń             | 30 | 13 | 6 | 11 | 44     | 54     | −10   | 45  | KAL - MRO 0:1 MRO - KAL 0:5 |              |
| 8   | SKP Słupca                | 30 | 13 | 4 | 13 | 48     | 46     | +2    | 43  |                             |              |
| 9   | Grom Wolsztyn             | 30 | 11 | 7 | 12 | 61     | 49     | +12   | 40  |                             |              |
| 10  | Olimpia Koło              | 30 | 11 | 5 | 14 | 44     | 48     | −4    | 38  | OKŁ - RAC 1:3 RAC - OKŁ 2:7 |              |
| 11  | PKS Racot                 | 30 | 11 | 5 | 14 | 49     | 64     | −15   | 38  | OKŁ - RAC 1:3 RAC - OKŁ 2:7 |              |
| 12  | Victoria Ostrzeszów       | 30 | 10 | 5 | 15 | 38     | 54     | −16   | 35  |                             |              |
| 13  | LKS Gołuchów              | 30 | 9  | 7 | 14 | 37     | 35     | +2    | 34  |                             |              |
| 14  | Piast Kobylin             | 30 | 5  | 5 | 20 | 22     | 66     | −44   | 20  |                             |              |
| 15  | Warta Krzymów (S)         | 30 | 3  | 3 | 24 | 22     | 91     | −69   | 12  | Spadek do klasy okręgowej   |              |
| 16  | Jarota II Jarocin1        | 30 | 4  | 5 | 21 | 23     | 71     | −48   | 17  | Drużyna wycofana            |              |

## Grupa XIX (wielkopolska północ)

### Drużyny
| Uczestnicy poprzedniej edycji                                                                                 | Uczestnicy poprzedniej edycji | Uczestnicy poprzedniej edycji | Uczestnicy poprzedniej edycji |
| --- | ----------------------------- | ----------------------------- | ----------------------------- |
| LKO | 1922 Lechia Kostrzyn          | 2                             |                               |
| MIĘ | Warta Międzychód              | 3                             |                               |
| TPO | Tarnovia Tarnowo Podgórne     | 4                             |                               |
| ŚPI | Świt Piotrowo                 | 53                            |                               |
| MGN | Mieszko Gniezno               | 6                             |                               |
| SPO | Sparta Oborniki               | 8                             |                               |
| TRZ | Zjednoczeni Trzemeszno        | 9                             |                               |
| LWÓ | Pogoń Lwówek                  | 10                            |                               |
| SOK | Sokół Pniewy                  | 11                            |                               |
| MOS | 1920 Mosina                   | 12                            |                               |
| CWR | Czarni Wróblewo               | 13                            |                               |
| MAR | Leśnik Margonin               | 141                           |                               |
| Spadek z III ligi 2012/2013                                                                                   |                               |                               |                               |
| grupa II |                               |                               |                               |
| LTR | Lubuszanin Trzcianka          | 16                            |                               |
| Awans z klasy okręgowej 2012/2013                                                                             |                               |                               |                               |
| grupa Piła |                               |                               |                               |
| SZY | Iskra Szydłowo                | 2                             |                               |
| grupa Poznań (wschód)                                                                                         |                               |                               |                               |
| HPO | Huragan Pobiedziska           | 1                             |                               |
| grupa Poznań (zachód)                                                                                         |                               |                               |                               |
| PRZ | Płomień Przyprostynia         | 1                             |                               |
| Oznaczenia: - kolumna pierwsza – skróty nazw drużyn, - kolumna trzecia – miejsce zajęte w poprzednim sezonie. |                               |                               |                               |

Objaśnienia:
1. Leśnik Margonin utrzymał się w lidze dzięki wycofaniu Warty II Poznań po sezonie.
2. Iskra Szydłowo wygrała grupę barażową o awans do IV ligi.
3. Świt Piotrowo wycofał się po rundzie jesiennej.

### Tabela
| Lp. | Drużyna                           | M  | Z  | R  | P  | Bramki | Bramki | Różn. | Pkt | Uwagi                       | Bezpośrednio                |
| --- | --------------------------------- | -- | -- | -- | -- | ------ | ------ | ----- | --- | --------------------------- | --------------------------- |
| 1   | Tarnovia Tarnowo Podgórne (M) (A) | 30 | 21 | 4  | 5  | 83     | 30     | +53   | 67  | Awans do III ligi           |                             |
| 2   | Sparta Oborniki                   | 30 | 15 | 11 | 4  | 54     | 28     | +26   | 56  |                             | SPO - MIĘ 2:0 MIĘ - SPO 2:3 |
| 3   | Warta Międzychód                  | 30 | 17 | 5  | 8  | 69     | 40     | +29   | 56  |                             | SPO - MIĘ 2:0 MIĘ - SPO 2:3 |
| 4   | Lubuszanin Trzcianka              | 30 | 17 | 4  | 9  | 71     | 44     | +27   | 55  |                             |                             |
| 5   | Huragan Pobiedziska               | 30 | 15 | 7  | 8  | 50     | 31     | +19   | 52  |                             |                             |
| 6   | Zjednoczeni Trzemeszno            | 30 | 14 | 6  | 10 | 58     | 47     | +11   | 48  |                             |                             |
| 7   | 1922 Lechia Kostrzyn              | 30 | 13 | 7  | 10 | 65     | 41     | +24   | 46  |                             |                             |
| 8   | Iskra Szydłowo                    | 30 | 11 | 11 | 8  | 63     | 49     | +14   | 44  | SZY - PRZ 1:1 PRZ - SZY 3:5 |                             |
| 9   | Płomień Przyprostynia             | 30 | 12 | 8  | 10 | 63     | 45     | +18   | 44  | SZY - PRZ 1:1 PRZ - SZY 3:5 |                             |
| 10  | 1920 Mosina                       | 30 | 12 | 7  | 11 | 56     | 49     | +7    | 43  |                             |                             |
| 11  | Mieszko Gniezno                   | 30 | 11 | 9  | 10 | 52     | 38     | +14   | 42  |                             |                             |
| 12  | Leśnik Margonin                   | 30 | 9  | 6  | 15 | 43     | 82     | −39   | 33  |                             |                             |
| 13  | Czarni Wróblewo (S)               | 30 | 8  | 5  | 17 | 38     | 68     | −30   | 29  | Spadek do klasy okręgowej   |                             |
| 14  | Sokół Pniewy (S)                  | 30 | 8  | 4  | 18 | 42     | 88     | −46   | 28  | Spadek do klasy okręgowej   |                             |
| 15  | Pogoń Lwówek (S)                  | 30 | 3  | 2  | 25 | 26     | 105    | −79   | 11  | Spadek do klasy okręgowej   |                             |
| 16  | Świt Piotrowo1                    | 30 | 5  | 2  | 23 | 32     | 80     | −48   | 17  | Drużyna wycofana            |                             |

## Grupa XX (zachodniopomorska)

### Drużyny
| Uczestnicy poprzedniej edycji                                                                                 | Uczestnicy poprzedniej edycji  | Uczestnicy poprzedniej edycji | Uczestnicy poprzedniej edycji |
| --- | ------------------------------ | ----------------------------- | ----------------------------- |
| WOL | Vineta Wolin                   | 3                             |                               |
| HSZ | Hutnik Szczecin                | 4                             |                               |
| GRY | Gryf Kamień Pomorski           | 5                             |                               |
| SSZ | Stal Szczecin                  | 6                             |                               |
| AST | Astra Ustronie Morskie         | 7                             |                               |
| DYG | Rasel Dygowo                   | 8                             |                               |
| ARS | Arkonia Szczecin               | 9                             |                               |
| SDO | Sarmata Dobra                  | 10                            |                               |
| KLU | Kluczevia Stargard Szczeciński | 11                            |                               |
| GOL | Ina Goleniów                   | 12                            |                               |
| PEŁ | Kłos Pełczyce                  | 13                            |                               |
| Spadek z III ligi 2012/2013                                                                                   |                                |                               |                               |
| grupa I |                                |                               |                               |
| DĄB | Dąb Dębno                      | 16                            |                               |
| Awans z ligi okręgowej 2012/2013                                                                              |                                |                               |                               |
| grupa Koszalin                                                                                                |                                |                               |                               |
| WSZ | Wielim Szczecinek              | 1                             |                               |
| DSZ | Darzbór Szczecinek             | 2                             |                               |
| grupa Szczecin                                                                                                |                                |                               |                               |
| ORA | Odrzanka Radziszewo            | 1                             |                               |
| ŚWS | Świt Szczecin                  | 2                             |                               |
| Oznaczenia: - kolumna pierwsza – skróty nazw drużyn, - kolumna trzecia – miejsce zajęte w poprzednim sezonie. |                                |                               |                               |

### Tabela
| Lp. | Drużyna                        | M  | Z  | R | P  | Bramki | Bramki | Różn. | Pkt | Uwagi                       | Bezpośrednio |
| --- | ------------------------------ | -- | -- | - | -- | ------ | ------ | ----- | --- | --------------------------- | ------------ |
| 1   | Astra Ustronie Morskie (M) (A) | 30 | 20 | 5 | 5  | 69     | 32     | +37   | 65  | Awans do III ligi           |              |
| 2   | Rasel Dygowo (A)               | 30 | 19 | 6 | 5  | 60     | 26     | +34   | 63  | Awans do III ligi           |              |
| 3   | Vineta Wolin                   | 30 | 19 | 5 | 6  | 65     | 30     | +35   | 62  |                             |              |
| 4   | Gryf Kamień Pomorski           | 30 | 17 | 6 | 7  | 71     | 52     | +19   | 57  |                             |              |
| 5   | Ina Goleniów                   | 30 | 16 | 2 | 12 | 47     | 47     | 0     | 50  |                             |              |
| 6   | Świt Szczecin                  | 30 | 14 | 3 | 13 | 55     | 43     | +12   | 45  |                             |              |
| 7   | Kluczevia Stargard Szczeciński | 30 | 12 | 8 | 10 | 53     | 43     | +10   | 44  | KLU - SSZ 2:1 SSZ - KLU 0:0 |              |
| 8   | Stal Szczecin                  | 30 | 13 | 5 | 12 | 43     | 37     | +6    | 44  | KLU - SSZ 2:1 SSZ - KLU 0:0 |              |
| 9   | Arkonia Szczecin               | 30 | 12 | 7 | 11 | 54     | 41     | +13   | 43  |                             |              |
| 10  | Dąb Dębno                      | 30 | 12 | 4 | 14 | 58     | 58     | 0     | 40  |                             |              |
| 11  | Hutnik Szczecin                | 30 | 11 | 4 | 15 | 47     | 59     | −12   | 37  |                             |              |
| 12  | Darzbór Szczecinek             | 30 | 10 | 3 | 17 | 46     | 77     | −31   | 33  |                             |              |
| 13  | Sarmata Dobra                  | 30 | 8  | 6 | 16 | 38     | 65     | −27   | 30  |                             |              |
| 14  | Wielim Szczecinek (S)          | 30 | 9  | 2 | 19 | 38     | 63     | −25   | 29  | Spadek do ligi okręgowej    |              |
| 15  | Kłos Pełczyce (S)              | 30 | 5  | 6 | 19 | 20     | 45     | −25   | 21  | Spadek do ligi okręgowej    |              |
| 16  | Odrzanka Radziszewo (S)        | 30 | 6  | 2 | 22 | 26     | 72     | −46   | 20  | Spadek do ligi okręgowej    |              |